# Danh sách thành tựu của Hanyu Yuzuru

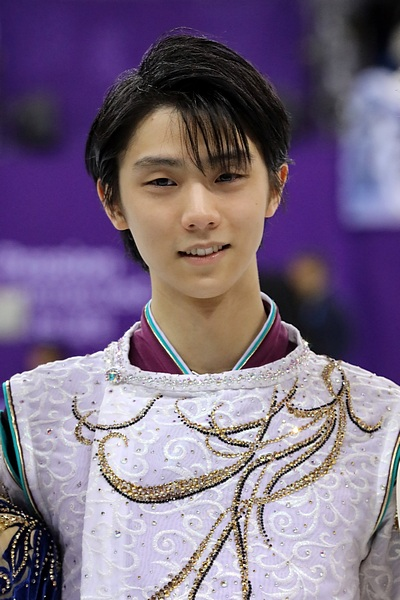
Hanyu Yuzuru tại Thế vận hội Mùa đông 2018

Hanyu Yuzuru là vận động viên trượt băng nghệ thuật người Nhật Bản bắt đầu sự nghiệp năm 2004 và thi đấu ở cấp độ trưởng thành từ năm 2010. Trong suốt sự nghiệp của mình, Hanyu đã vô địch Thế vận hội hai lần (2014, 2018) và đạt được danh hiệu Super Slam vì đã chiến thắng tất cả các cuộc thi lớn ở cấp độ thiếu niên và trưởng thành. Anh là vận động viên trượt băng đầu tiên trong lịch sử thực hiện thành công cú nhảy quadruple Loop trong thi đấu và đã phá vỡ kỷ lục thế giới 19 lần - nhiều nhất trong số các vận động viên hạng mục đơn kể từ hệ thống đánh giá của ISU năm 2004. Anh là người nắm giữ các kỉ lục thế giới lịch sử về điểm số bài thi ngắn, bài thi tự do và điểm tổng hạng mục đơn nam. Anh cũng là người vận động viên nam đầu tiên vượt mốc 100 điểm bài thi ngắn, 200 điểm bài thi tự do và 300 điểm tổng. Nhờ những cống hiến của mình, Hanyu đã nhiều lần được trao tặng các danh hiệu danh giá, anh là người trẻ nhất nhận được Giải thưởng Quốc dân Danh dự (Tiếng Nhật: 国民栄誉賞) do đích thân Thủ tướng Nhật Bản trao tặng (năm 2018) và được đề cử Giải thưởng Thể thao Thế giới Laureus cho Sự trở lại của năm (năm 2019).

## Kỉ lục thế giới và thành tựu

### Điểm số kỉ lục thế giới
Hanyu đã thiết lập 7 kỉ lục thế giới theo hệ thống chấm điểm +5/ -5 GOE hiện tại, 3 lần ở bài thi ngắn, 2 lần ở bài thi tự do và 2 lần ở điểm tổng. Tại Grand Prix Helsinki 2018, anh đã thiết lập cả 3 kỉ lục thế giới trong giải đấu.
- SP – Bài thi ngắn (Short program)
- FS – Bài thi tự do (Free skating)

| Thứ tự | Ngày              | Điểm   | Ph.  | Bai.          | Giải đấu                   | Nơi      | Ghi chú |
| ------ | ----------------- | ------ | ---- | ------------- | -------------------------- | -------- | --- |
| 1      | 3 tháng 11, 2018  | 106.69 | SP   | "Otoñal"      | 2018 Grand Prix Helsinki   | Helsinki | Hanyu phá kỉ lục của Uno Shoma từ tháng 9 năm 2018. |
| 2      | 4 tháng 11, 2018  | 190.43 | FS   | Origin        | 2018 Grand Prix Helsinki   | Helsinki | Hanyu phá kỉ lục của Nathan Chen từ tháng 10 năm 2018. |
| 3      | 4 tháng 11, 2018  | 297.12 | Tổng | —             | 2018 Grand Prix Helsinki   | Helsinki | Hanyu phá kỉ lục của Nathan Chen từ tháng 10 năm 2018. |
| 4      | 16 tháng 11, 2018 | 110.53 | SP   | "Otoñal"      | 2018 Rostelecom Cup        | Moskva   | Hanyu trở thành vận động viên trượt băng đầu tiên đạt trên 110 điểm theo hệ thống +5/ -5 GOE.                                                              |
| 5      | 23 tháng 3, 2019  | 206.10 | FS   | Origin        | Giải Vô địch Thế giới 2019 | Saitama  | Hanyu phá vỡ kỉ lục của Uno Shoma từ tháng 2 năm 2019 và trở thành vận động viên trượt băng đầu tiên đạt trên 200 điểm theo hệ thống tính điểm +5/ -5 GOE. |
| 6      | 23 tháng 3, 2019  | 300.97 | Tổng | —             | Giải Vô địch Thế giới 2019 | Saitama  | Hanyu trở thành vận động viên trượt băng đầu tiên đạt trên 300 điểm theo hệ thống +5/-5.                                                                   |
| 7      | 7 tháng 2, 2020   | 111.82 | SP   | Ballade No. 1 | 2020 Four Continents       | Seoul    | |

### Điểm số kỉ lục thế giới lịch sử
Hanyu đã phá vỡ 12 kỉ lục thế giới trước mùa giải 2018-19, 7 lần trong bài thi ngắn, 3 lần trong bài thi tự do và 2 lần ở điểm tổng. Tại NHK Trophy 2015 và Chung kết Grand Prix 2015-16, anh đã thiết lập kỉ lục thế giới ở cả ba phân đoạn.
- SP – Bài thi ngắn
- FS – Bài thi tự do

| Thứ tự | Ngày              | Điểm   | Ph.  | Bai.                  | Giải đấu                     | Nơi              | Ghi chú |
| ------ | ----------------- | ------ | ---- | --------------------- | ---------------------------- | ---------------- | --- |
| 1      | 19 tháng 10, 2012 | 95.07  | SP   | "Parisienne Walkways" | Skate America 2012           | Kent, Washington | Hanyu phá vỡ kỉ lục của Daisuke Takahashi từ tháng 4 năm 2012.                                                               |
| 2      | 23 tháng 11, 2012 | 95.32  | SP   | "Parisienne Walkways" | NHK Trophy 2012              | Rifu, Miyagi     | |
| 3      | 5 tháng 12, 2013  | 99.84  | SP   | "Parisienne Walkways" | Chung kết Grand Prix 2013-14 | Fukuoka          | Hanyu phá kỉ lục của Patrick Chan từ tháng 11 năm 2013.                                                                      |
| 4      | 13 tháng 2, 2014  | 101.45 | SP   | "Parisienne Walkways" | Thế vận hội Mùa đông 2014    | Sochi            | Hanyu trở thành vận động viên trượt băng nam đầu tiên trong lịch sử vượt mốc 100 điểm.                                       |
| 5      | 27 tháng 11, 2015 | 106.33 | SP   | Ballade No. 1         | NHK Trophy 2015              | Nagano           | |
| 6      | 28 tháng 11, 2015 | 216.07 | FS   | Seimei                | NHK Trophy 2015              | Nagano           | Hanyu phá kỉ lục của Patrick Chan từ tháng 11 năm 2013 và trở thành vận động viên trượt băng nam đầu tiên vượt mốc 200 điểm. |
| 7      | 28 tháng 11, 2015 | 322.40 | Tổng | —                     | NHK Trophy 2015              | Nagano           | Hanyu phá kỉ lục của Patrick Chan từ tháng 11 năm 2013 và trở thành vận động viên trượt băng nam đầu tiên vượt mốc 300 điểm. |
| 8      | 10 tháng 12, 2015 | 110.95 | SP   | Ballade No. 1         | Chung kết Grand Prix 2015-16 | Barcelona        | Hanyu trở thành người đầu tiên và duy nhất vượt mốc 110 điểm trước mùa giải 2018–19.                                         |
| 9      | 12 tháng 12, 2015 | 219.48 | FS   | Seimei                | Chung kết Grand Prix 2015-16 | Barcelona        | |
| 10     | 12 tháng 12, 2015 | 330.43 | Tổng | —                     | Chung kết Grand Prix 2015-16 | Barcelona        | Kỉ lục thế giới lịch sử Hanyu trở thành người đầu tiên và duy nhất vượt mốc 330 điểm trước mùa giải 2018–19.                 |
| 11     | 1 tháng 4, 2017   | 223.20 | FS   | Hope & Legacy         | Vô địch Thế giới 2017        | Helsinki         | Kỉ lục thế giới lịch sử Hanyu trở thành người đầu tiên và duy nhất vượt mốc 220 điểm trước mùa giải 2018–19.                 |
| 12     | 22 tháng 9, 2017  | 112.72 | SP   | Ballade No. 1         | Autumn Classic 2017          | Montreal         | Kỉ lục thế giới lịch sử |

### Các thành tựu đáng chú ý khác
- Hanyu (giữa) với Patrick Chan (trái) và Denis Ten (phải) trên bục huy chương tại Thế vận hội Mùa đông 2014
- Hanyu (giữa) với Uno Shoma (trái) và Javier Fernández (phải) trên bục huy chương tại Thế vận hội Mùa đông 2018

| Ngày              | Thành tích | Giải đấu                     | Nơi       | Ng.                  |
| ----------------- | --- | ---------------------------- | --------- | -------------------- |
| 19 tháng 2, 2011  | Vận động viên trượt băng nghệ thuật trẻ nhất giành huy chương tại Giải Vô địch trượt băng nghệ thuật Bốn châu lục (16 tuổi, 2 tháng và 12 ngày)                                                         | Bốn châu lục 2011            | Đài Bắc   | [ 2 ]                |
| 31 tháng 3, 2012  | Vận động viên Nhật Bản trẻ nhất giành huy chương tại giải Vô địch Thế giới (17 tuổi, 3 tháng và 24 ngày)                                                                                                | Vô địch Thế giới 2012        | Nice      | [ 6 ] [ 7 ] [ 8 ]    |
| 13 tháng 2, 2014  | Vận động viên trượt băng đầu tiên vượt mốc 100 điểm bài thi ngắn | Thế vận hội Mùa đông 2014    | Sochi     | [ 9 ] [ 10 ]         |
| 14 tháng 2, 2014  | Vận động viên trượt băng đơn nam người châu Á đầu tiên vô địch Thế vận hội và là vận động viên trẻ nhất kể từ Dick Button năm 1948 (19 tuổi, 2 tháng và 7 ngày)                                         | Thế vận hội Mùa đông 2014    | Sochi     | [ 9 ] [ 10 ]         |
| 28 tháng 3, 2014  | Vận động viên trượt băng đơn nam người châu Á đầu tiên và duy nhất ngoài Alexei Yagudin, Aljona Savchenko và Bruno Massot vô địch Thế vận hội, Thế giới và Chung kết Grand Prix trong cùng một mùa giải | Vô địch Thế giới 2014        | Saitama   | [ 10 ] [ 11 ]        |
| 13 tháng 12, 2014 | Vận động viên trượt băng nghệ thuật đầu tiên và duy nhất trong tất cả các hạng mục chiến thắng Thế vận hội Mùa đông và Chung kết Grand Prix trong cùng một năm Dương lịch                               | Chung kết Grand Prix 2014-15 | Barcelona | [ 11 ]               |
| 28 tháng 11, 2015 | Vận động viên trượt băng đầu tiên vượt mốc 200 điểm bài thi tự do và 300 điểm tổng | NHK Trophy 2015              | Nagano    | [ 10 ] [ 12 ]        |
| 10 tháng 12, 2016 | Vận động viên trượt băng đơn đầu tiên và duy nhất ngoài Meryl Davis và Charlie White chiến thắng Chung kết Grand Prix Final 4 lần liên tiếp                                                             | Chung kết Grand Prix 2016-17 | Marseille | [ 10 ] [ 11 ] [ 13 ] |
| 1 tháng 4, 2017   | Vận động viên trượt băng đơn nam người châu Á đầu tiên Vô địch Thế giới nhiều lần | Vô địch Thế giới 2016        | Helsinki  | [ 11 ]               |
| 17 tháng 2, 2018  | Vận động viên trượt băng đơn nam đầu tiên sau 66 năm kể từ Dick Button giành huy chương vàng Thế vận hội 2 lần (liên tiếp)                                                                              | Thế vận hội Mùa đông 2018    | Gangneung | [ 10 ] [ 14 ]        |
| 24 tháng 3, 2018  | Vận động viên trượt băng đơn đầu tiên xếp hạng đầu tiên trên Bảng xếp hạng thế giới trong 5 mùa giải liên tiếp                                                                                          | –                            | –         | [ 15 ] [ 16 ] [ 17 ] |
| 26 tháng 10, 2019 | Kỉ lục mới về điểm số chiến thắng cách biệt lớn nhất trong lịch sử các giải Grand Prix với 55,82 điểm Hanyu giữ kỉ lục trước đó là 55.97 điểm, anh đạt được ở NHK Trophy 2015.                          | Skate Canada 2019            | Kelowna   | [ 18 ]               |
| 9 tháng 2, 2020   | Vận động viên trượt băng đơn nam đầu tiên đạt được Super Slam, chiến thắng tất cả các giải đấu lớn từ cấp độ thiếu niên đến trưởng thành                                                                | Bốn châu lục 2020            | Seoul     | [ 10 ] [ 19 ]        |
| 27 tháng 3, 2021  | Vận động viên trượt băng thứ hai và đơn nam duy nhất sau Jan Hoffmann giành 7 huy chương tại giải Vô địch Thế giới trong thời kì hậu chiến (sau 1946)                                                   | Vô địch Thế giới 2021        | Stockholm | [ 11 ] [ 20 ]        |

| Ngày              | Thành tích | Giải đấu                    | Nơi       | Chi tiết                                             | Ng.                  |
| ----------------- | --- | --------------------------- | --------- | ---------------------------------------------------- | -------------------- |
| 30 tháng 9, 2016  | Vận động viên trượt băng đầu tiên trong lịch sử thực hiện thành công cú nhảy quadruple Loop trong thi đấu Thành tích này được Sách Kỷ lục Guinness công nhận. | CS Autumn Classic 2016      | Montreal  | Lưu trữ ngày 16 tháng 5 năm 2021 tại Wayback Machine | [ 10 ] [ 21 ] [ 22 ] |
| 21 tháng 4, 2017  | Vận động viên trượt băng đầu tiên thực hiện thành công 3 lần nhảy quad trong nửa sau của bài thi tự do | World Team Trophy 2017      | Tokyo     |                                                      | [ 23 ]               |
| 21 tháng 10, 2017 | Bởi đáp thành công quad Loop và nhận điểm thực hiện (GOE) cộng, Hanyu đã lần đầu nhảy 4 loại quad trong cuộc thi quốc tế với tỉ lệ thành công 100%. | Rostelecom Cup 2017         | Moskva    |                                                      | [ 24 ] [ 25 ]        |
| 4 tháng 11, 2018  | Vận động viên trượt băng nghệ thuật đầu tiên trong lịch sử thực hiện thành công cú nhảy kết hợp quad Toe loop- triple Axel trong thi đấu Tại GP Helsinki 2018, Hanyu đã nhận điểm thực hiện âm cho cú nhảy đó. Cùng mùa giải tại giải Vô địch Thế giới 2019, anh đã nhận được GOE dương                                                                                  | Grand Prix of Helsinki 2018 | Helsinki  |                                                      | [ 26 ] [ 27 ]        |
| 26 tháng 10, 2019 | Vận động viên trượt băng nghệ thuật đầu tiên trong lịch sử thực hiện thành công cú nhảy kết hợp quadruple toe loop-Euler-triple flip trong thi đấu Cú nhảy là động tác kĩ thuật được nhận điểm cao nhất trong lịch sử với 20.90 điểm, cho đến khi bị vượt qua bởi Alexander Samarin với cú nhảy kết hợp quad Lutz-triple toe loop tại Rostelecom Cup 2019 với 21,12 điểm | Skate Canada 2019           | Kelowna   |                                                      | [ 28 ] [ 29 ] [ 30 ] |
| 25 tháng 3, 2021  | Hanyu đã đáp thành công cú nhảy Axel thứ 50 của mình với GOE cộng trong bài thi ngắn thứ 51 của anh ở quốc tế. | Vô địch Thế giới 2021       | Stockholm |                                                      | [ 32 ] [ 33 ]        |

## Giải thưởng và vinh danh
Giải thưởng Quốc dân Danh dự
- Được trao năm 2018[34]

Bao chương Nhật Bản
- Purple Ribbon (2014,[35][36][37] 2018[38][39][40])

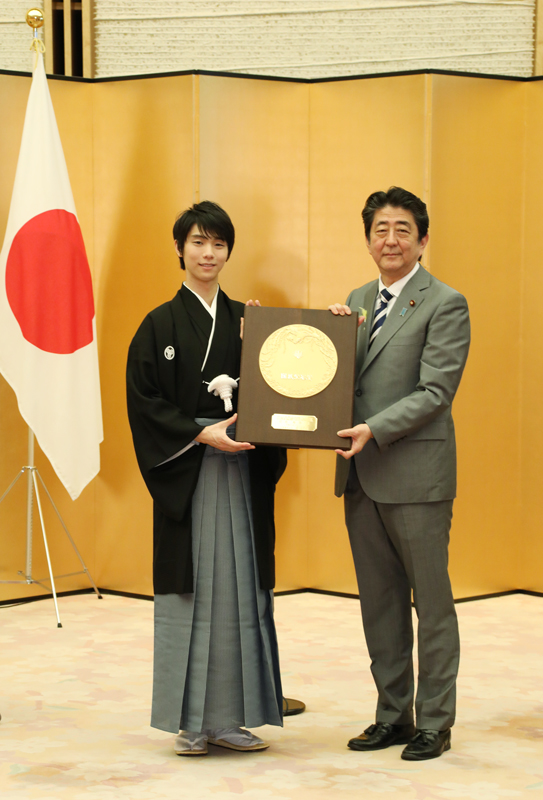
Hanyu đã nhận giải thưởng Quốc dân Danh dự từ Thủ tướng Nhật Bản Shinzo Abe khi đó vì thành tích lịch sử và sự truyền cảm hứng của anh tại Thế vận hội năm 2018.

Giải thưởng Thể thao Thế giới Laureus
- Comeback of the Year – Được đề cử năm 2019[41][42]

Liên đoàn Trượt băng Quốc tế (ISU)
- "Most Valuable Skater" (2020)[43]

Ủy ban Olympic Nhật Bản
- JOC Sports Award – Newcomer Award (2009), Best Award (2013),[44] Special Achievement Award (2015),[45] Special Honor Award (2018)[46]
- Olympic Special Award (2014,[47] 2018[48])

Liên đoàn Trượt băng Nhật Bản
- JOC Cup (Most Valuable Player Award) (2014,[49] 2015,[50] 2016, 2017,[51] 2018,[52] 2020[53])

Đại học Waseda
- Azusa Ono Memorial Award (2021)[54]
- Alumni Association Toukon Award (2021)[55]

Phương tiện truyền thông
- Asahi Shimbun: Asahi Sports Award (2014)[56]
- Business Insider: "Most Dominant Athletes Alive" (#33 in 2014,[57] #21 in 2015[58])
- Chunichi Shimbun: 29th "Chunichi Sports Award" (2015)[59]
- ESPN: "World Fame 100" (#70 in 2018,[60] #64 in 2019[61]), "The Dominant 20" #11 (2018)[62]
- Forbes: 30 Under 30 Asia (2018)[63]
- Japan Newspaper Publishers and Editors Association: "Happy News Person Award" (2018)[64]
- Kahoku Shinpo: 64th "Hebei Cultural Award" (2014)[65]
- Mainichi Shimbun: 22nd "Daily Sports People Award" Grand Prix (2014)[66]
- Marca: "The 100 Best Male Sportsmen of the 21st Century" #62 (2020)[67]
- Sports Graphic Number: 33rd "MVP Award" (2014)[68]
- Oricon: "Top 10 Favorite Athletes" Male category (#3 in 2014 and 2016,[69][70] #1 in 2017,[71] #2 in 2018–2021[72][73][74][75])
- Tohoku Sports Press Club: Sports Award (2011, 2014, 2015,[76] 2016,[77] 2018[78][79])
- Tokyo Sports Press Club: Special Award (2012), Skater of the Year (2014,[80] 2015,[81] 2018[52])
- TV Asahi: "Big Sports Awards" (2014,[82] 2015,[83] 2016,[84] 2017,[85] 2018[86]), "Special Sports Broadcasting Award" (2019)[87]
- Xinhua News Agency: "Top 10 Worlds Athletes/Sports Personalities" (#7 in 2018,[88] #5 in 2020[89])
- Yahoo! Japan: "Yahoo! Search Awards" Grand Prize & Athlete Category (2014),[90] Special Category & Athlete Category (2018)[91]
- Yomiuri Shimbun: "Japan Sports Awards" Grand Prix (2014,[92] 2018[93])

Thành phố
- Miyagi "Citizens' Honor Award" (2014, 2018[94][95])
- Miyagi "Chairman of Prefectural Assembly's Special Award" (2014, 2018[96])
- Sendai "Chairman of City Assembly's Special Award" (2018)[97]
- Sendai "Plaque of tribute" (2014,[98] 2018[99][100])
- Sendai "Sports Awards"[101] (2010,[102] 2011,[103] 2012,[104] 2013[105])
- Sendai "Monument of Figure Skating" (2017,[106] 2019[107])
- Tokyo "Honor Award" (2018)[108][109]
- Tokyo "Sports Grand Prize" (2018)[108][109]

## Huy chương và các danh hiệu lớn

### Super Slam

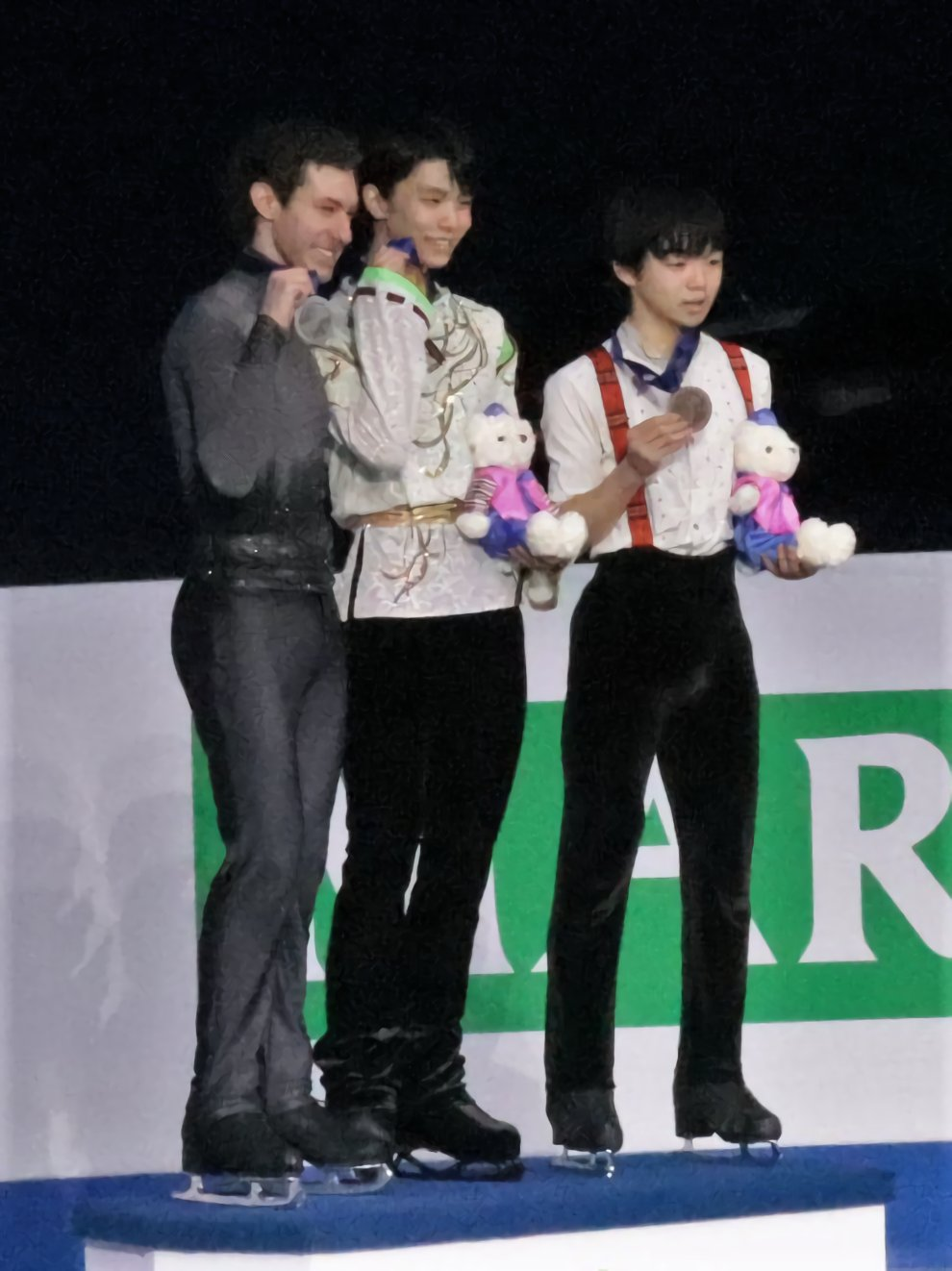
Tại Giải Vô địch Trượt băng nghệ thuật Bốn châu lục 2020 Hanyu hoàn thành Super Slam. Anh đã giành huy chương vàng trước Jason Brown (trái) và Yuma Kagiyama (phải).

Super Slam là danh hiệu lớn lớn đạt được khi chiến thắng tất cả các giải đấu trượt băng nghệ thuật quốc tế lớn từ cấp độ thiếu niên đến cấp độ trưởng thành bao gồm: Thế vận hội, giải Vô địch Thế giới cấp độ trưởng thành và thiếu niên, giải Vô địch Bốn châu lục hoặc Vô địch châu Âu, Chung kết Grand Prix cấp độ trưởng thành và thiếu niên tại bất kì thời điểm nào trong suốt sự nghiệp.
| Thứ tự | Ngày             | Giải đấu                        | Nơi       | Ng.      |
| ------ | ---------------- | ------------------------------- | --------- | -------- |
| 1      | 4 tháng 12, 2009 | Chung kết Grand Prix Thiếu niên | Tokyo     | Chi tiết |
| 2      | 11 tháng 3, 2010 | Vô địch Thiếu niên Thế giới     | The Hague | Chi tiết |
| 3      | 6 tháng 12, 2013 | Chung kết Grand Prix            | Fukuoka   | Chi tiết |
| 4      | 14 tháng 2, 2014 | Thế vận hội Mùa đông            | Sochi     | Chi tiết |
| 5      | 28 tháng 3, 2014 | Vô địch Thế giới                | Saitama   | Chi tiết |
| 6      | 9 tháng 2, 2020  | Vô địch Bốn châu lục            | Seoul     | Chi tiết |

### Thành tích huy chương theo giải đấu

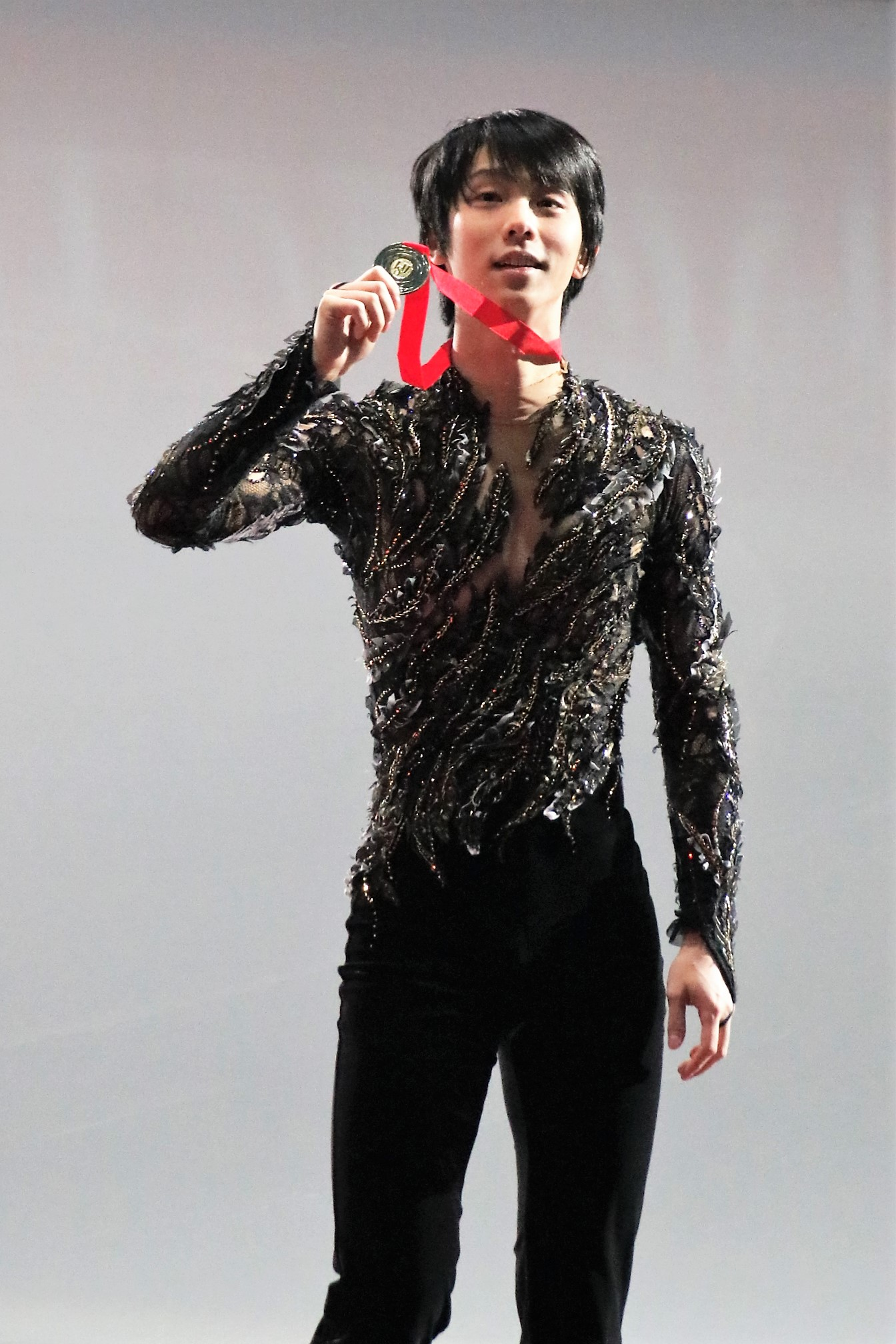
Hanyu giành huy chương tại bảy giải đấu Grand Prix khác nhau trong đó có bốn huy chương vàng.

- Danh sách ghi lại các huy chương và sự tham sự các giải đấu từ cấp độ thiếu niên đến trưởng thành.[110]
- Huy chương tại giải Thi đấu Đồng đội chỉ tính theo kết quả của cả đội, không phải kết quả cá nhân.[111][112]
- Giải đấu ở cấp độ Thiếu nhi, rút lui và giải đấu bị hủy không có trong danh sách.

| Giải đấu                      | Tham. | Vàng | Bạc | Đồng | Tổng |
| ----------------------------- | ----- | ---- | --- | ---- | ---- |
| Winter Olympics               | 3     | 2    | 0   | 0    | 2    |
| World Championships           | 8     | 2    | 3   | 2    | 7    |
| Four Continents Championships | 4     | 1    | 3   | 0    | 4    |
| Grand Prix Final              | 7     | 4    | 2   | 0    | 6    |
| World Junior Championships    | 2     | 1    | 0   | 0    | 1    |
| Junior Grand Prix Final       | 1     | 1    | 0   | 0    | 1    |
| Tổng                          | 25    | 11   | 8   | 2    | 21   |

| Giải đấu                      | Tham. | Vàng | Bạc | Đồng | Tổng |
| ----------------------------- | ----- | ---- | --- | ---- | ---- |
| National Championships        | 11    | 6    | 1   | 1    | 8    |
| National Junior Championships | 4     | 2    | 0   | 1    | 3    |
| Tổng                          | 15    | 8    | 1   | 2    | 11   |

| Giải đấu                 | Tham. | Vàng | Bạc | Đồng | Tổng |
| ------------------------ | ----- | ---- | --- | ---- | ---- |
| NHK Trophy               | 6     | 4    | 0   | 0    | 4    |
| Rostelecom Cup           | 4     | 2    | 1   | 0    | 3    |
| Skate Canada             | 4     | 1    | 3   | 0    | 4    |
| Helsinki GP              | 1     | 1    | 0   | 0    | 1    |
| Cup of China             | 2     | 0    | 1   | 0    | 1    |
| Internationaux de France | 1     | 0    | 1   | 0    | 1    |
| Skate America            | 1     | 0    | 1   | 0    | 1    |
| Tổng                     | 19    | 8    | 7   | 0    | 15   |

| Giải đấu                     | Tham. | Vàng | Bạc | Đồng | Tổng |
| ---------------------------- | ----- | ---- | --- | ---- | ---- |
| Autumn Classic International | 5     | 4    | 1   | 0    | 5    |
| Finlandia Trophy             | 2     | 2    | 0   | 0    | 2    |
| Nebelhorn Trophy             | 1     | 1    | 0   | 0    | 1    |
| Tổng                         | 8     | 7    | 1   | 0    | 8    |

| Giải đấu   | Tham. | Vàng | Bạc | Đồng | Tổng |
| ---------- | ----- | ---- | --- | ---- | ---- |
| Poland GP  | 1     | 1    | 0   | 0    | 1    |
| Croatia GP | 1     | 1    | 0   | 0    | 1    |
| Italy GP   | 1     | 0    | 0   | 0    | 0    |
| Tổng       | 3     | 2    | 0   | 0    | 2    |

| Giải đấu               | Tham. | Vàng | Bạc | Đồng | Tổng |
| ---------------------- | ----- | ---- | --- | ---- | ---- |
| Winter Olympics (Team) | 1     | 0    | 0   | 0    | 0    |
| World Team Trophy      | 3     | 1    | 0   | 2    | 3    |
| Tổng                   | 4     | 1    | 0   | 2    | 3    |

### Thành tích huy chương theo mùa giải

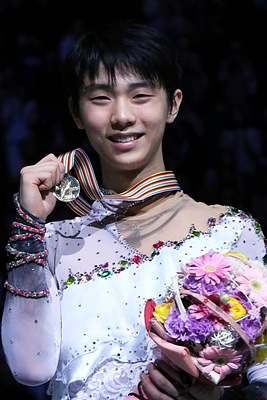
Mùa giải thành công nhất của Hanyu về số huy chương là 2013-14, khi anh giành chiến thắng đầu tiên tại Thế vận hội, Thế giới, Chung kết Grand Prix và vô địch quốc gia lần thứ 2, tổng cộng bảy huy chương.

- Danh sách ghi lại các huy chương và sự tham gia các giải đấu quốc gia và quốc tế.[110]
- Huy chương tại giải đấu Đồng đội được tính theo kết quả của cả đội, không tính kết quả cá nhân.[111][112]
- Rút lui và giải đấu bị hủy không có trong danh sách.

| Mùa giải | Số giải đấu | Vàng | Bạc | Đồng | Tổng |
| -------- | ----------- | ---- | --- | ---- | ---- |
| 2008–09  | 4           | 1    | 0   | 0    | 1    |
| 2009–10  | 6           | 5    | 0   | 0    | 5    |
| Tổng     | 10          | 6    | 0   | 0    | 6    |

| Mùa giải | Số giải đấu | Vàng | Bạc | Đồng | Tổng |
| -------- | ----------- | ---- | --- | ---- | ---- |
| 2010–11  | 4           | 0    | 1   | 0    | 1    |
| 2011–12  | 6           | 2    | 0   | 2    | 4    |
| 2012–13  | 7           | 3    | 3   | 0    | 6    |
| 2013–14  | 8           | 5    | 2   | 0    | 7    |
| 2014–15  | 6           | 2    | 2   | 1    | 5    |
| 2015–16  | 6           | 4    | 2   | 0    | 6    |
| 2016–17  | 7           | 5    | 2   | 0    | 7    |
| 2017–18  | 3           | 1    | 2   | 0    | 3    |
| 2018–19  | 4           | 3    | 1   | 0    | 4    |
| 2019–20  | 6           | 4    | 2   | 0    | 6    |
| 2020–21  | 3           | 1    | 0   | 2    | 3    |
| 2021–22  | 2           | 1    | 0   | 0    | 1    |
| Tổng     | 62          | 31   | 17  | 5    | 53   |

## Điểm số kỉ lục quốc tế

### Kỉ lục điểm số theo thành phần

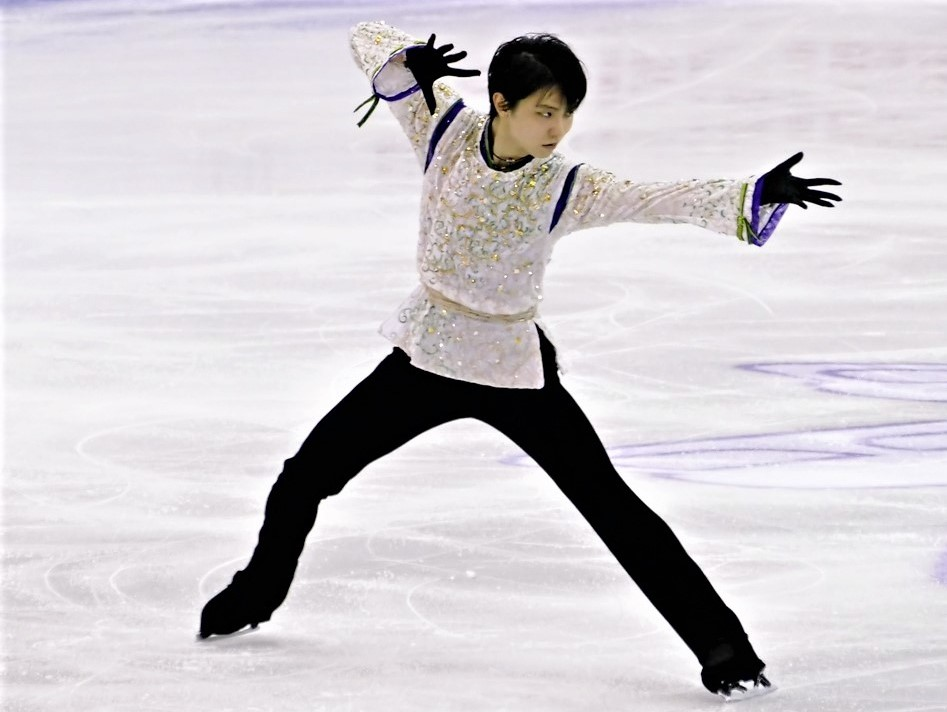
Hanyu đã thiết lập ba trong số bảy điểm số kỉ lục lịch sử tại Chung kết Grand Prix 2015-16: điểm tổng và điểm thành phần của cả hai phần thi.

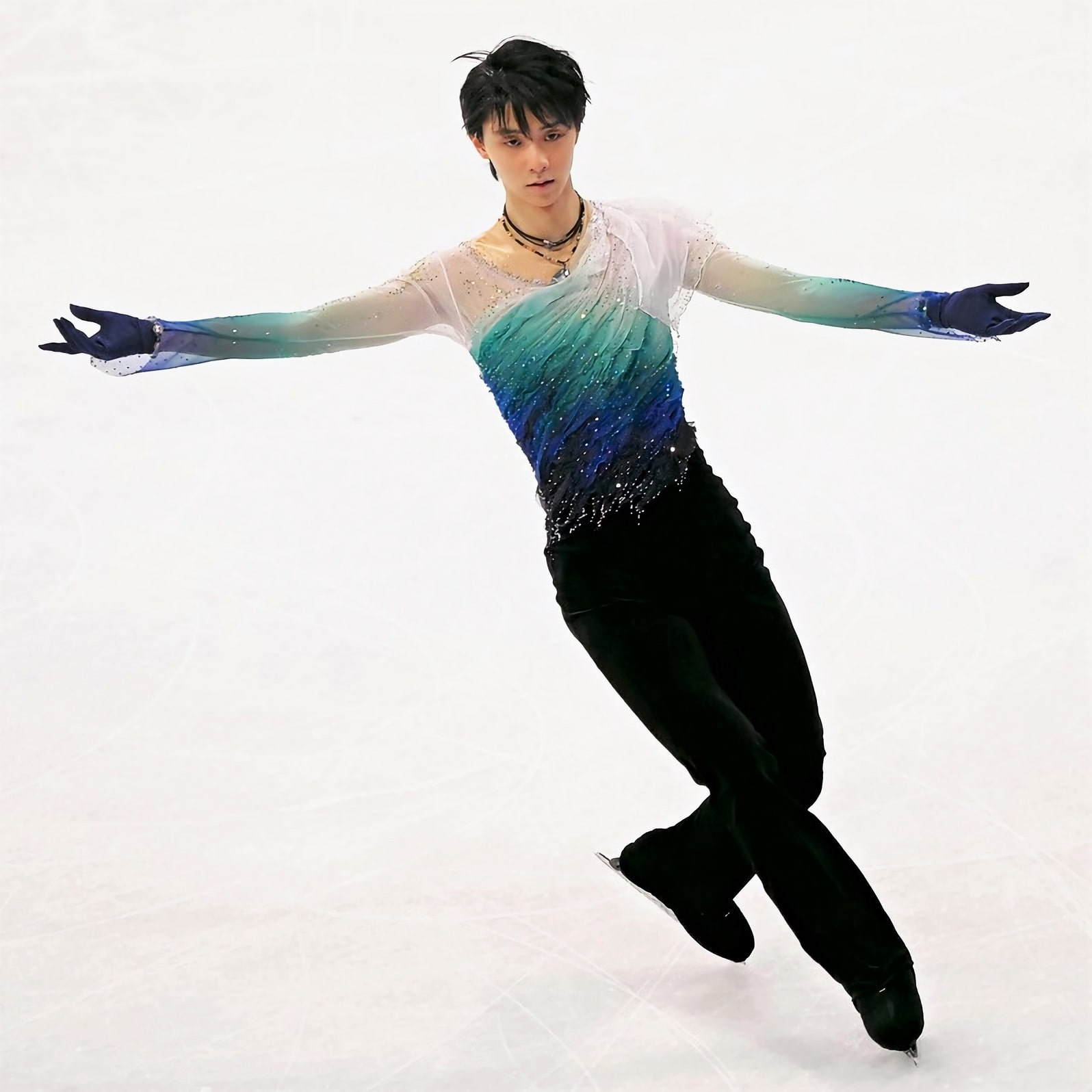
Bài thi Hope and Legacy của Hanyu giữ kỉ lục thế giới lịch sử về bài thi tự do mà anh đã thiết lập tại giải Vô địch Thế giới 2017

Hanyu là người nắm giữ kỉ lục hiện tại về điểm thành phần trong bài thi ngắn và bài thi tự do. Sáu điểm số kỉ lục khác được thiết lập bởi Nathan Chen.
- TSS – Tổng điểm phần thi
- TES – Điểm kĩ thuật
- PCS – Điểm thành phần của bài thi
- Các kỉ lục thế giới được in đậm và in nghiêng[1]

| Phần thi     | Loại | Điểm  | Bai.     | Giải đấu                        | Nơi     | Ngày              |
| ------------ | ---- | ----- | -------- | ------------------------------- | ------- | ----------------- |
| Bài thi ngắn | PCS  | 48.47 | "Otoñal" | Skate Canada International 2019 | Kelowna | 25 tháng 10, 2019 |

Hanyu nắm giữ kỉ lục về điểm số lịch sử tốt nhất ngoại trừ điểm kĩ thuật bài thi tự do được thiết lập bởi Nathan Chen năm 2018.
- Kỉ lục điểm số lịch sử[note 1] được đánh dấu bằng in đậm và in nghiêng[4]

| Phần thi      | Loại | Điểm   | Bai.          | Giải đấu                             | Nơi       | Ngày              |
| ------------- | ---- | ------ | ------------- | ------------------------------------ | --------- | ----------------- |
| Điểm tổng     | –    | 330.43 | —             | Chung kết Grand Prix 2015-16         | Barcelona | 12 tháng 12, 2015 |
| Bài thi ngắn  | TSS  | 112.72 | Ballade No. 1 | CS Autumn Classic International 2017 | Montreal  | 22 tháng 9, 2017  |
| Bài thi ngắn  | TES  | 64.17  | Ballade No. 1 | CS Autumn Classic International 2017 | Montreal  | 22 tháng 9, 2017  |
| Bài thi ngắn  | PCS  | 49.14  | Ballade No. 1 | Chung kết Grand Prix 2015-16         | Barcelona | 10 tháng 12, 2015 |
| Bài thi tự do | TSS  | 223.20 | Hope & Legacy | Vô địch Thế giới 2017                | Helsinki  | 1 tháng 4, 2017   |
| Bài thi tự do | PCS  | 98.56  | Seimei        | Chung kết Grand Prix 2015-16         | Barcelona | 12 tháng 12, 2015 |

### Kỉ lục điểm số theo giải đấu

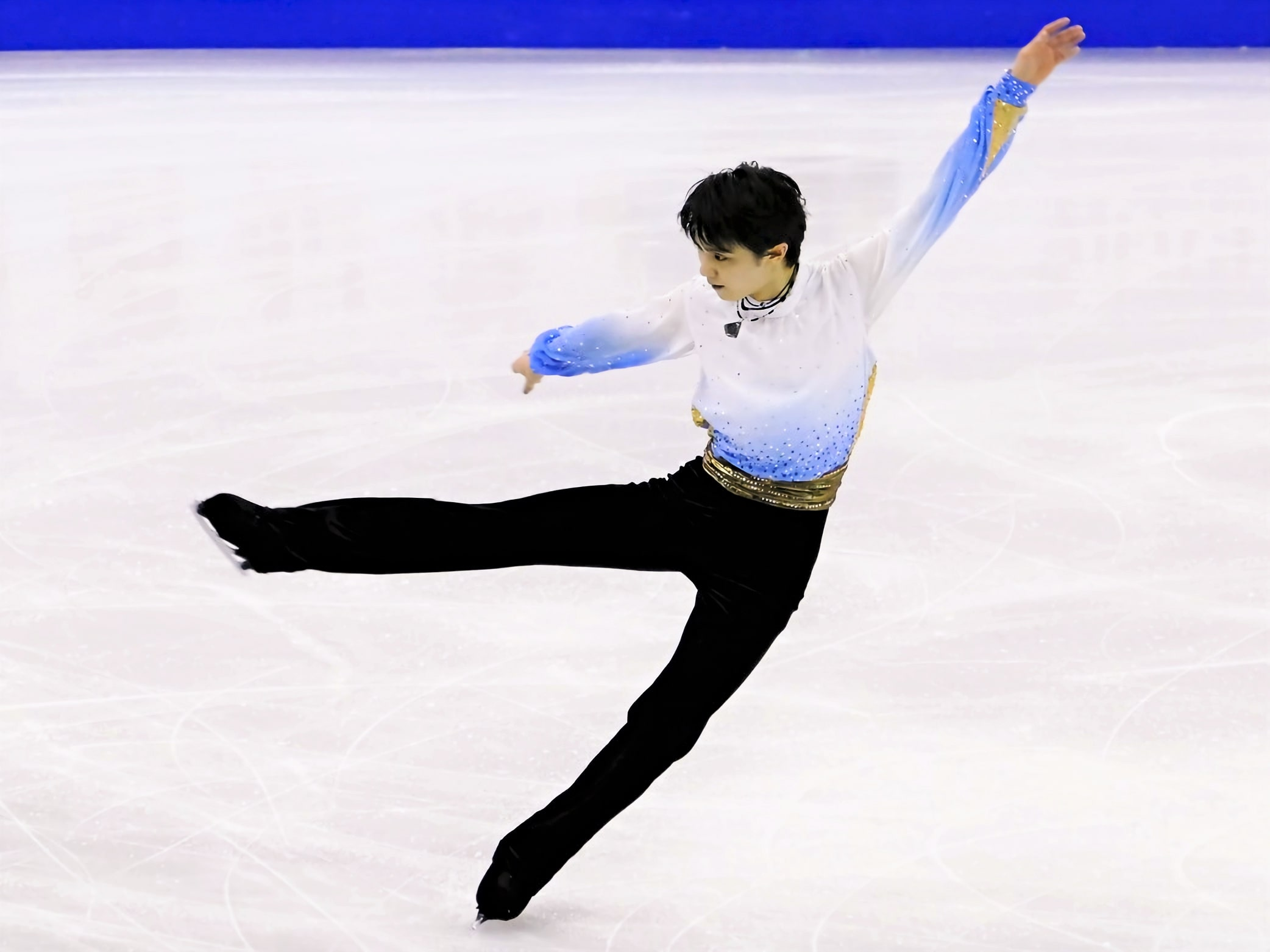
Ballade No. 1 của Hanyu nắm giữ kỉ lục điểm số thế giới hiện tại về bài thi ngắn cũng như kỉ lục lịch sử tại Thế vận hội Mùa đông, Vô địch Thế giới và Chung kết Grand Prix.

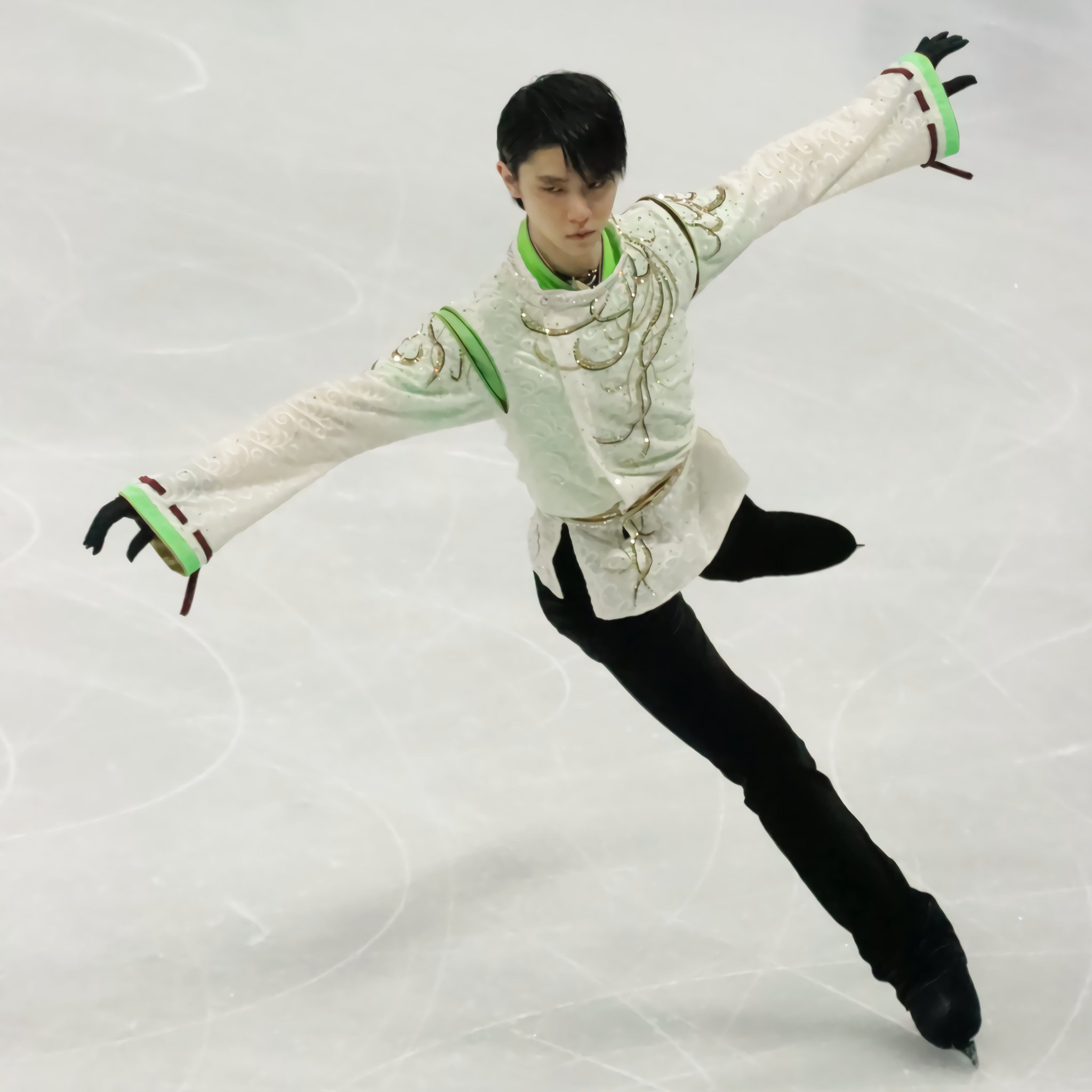
Tại Seoul 2020 Hanyu thiết lập hai kỉ lục giải đấu ở giải Vô địch Bốn châu lục

Chỉ các kỉ lục tại các giải đấu quốc tế cấp độ trưởng thành được liệt kê, gồm Thế vận hội (cá nhân), Thế giới, Bốn châu lục, Chung kết Grand Prix. Hanyu giữ kỉ lục của giải đấu hiện tại cho bài thi ngắn và tổng điểm tại Bốn châu lục 2020.
- SP – Bài thi ngắn
- FS – Bài thi tự do
- Các kỉ lục thế giới được in đậm và in nghiêng[1]

| Giải đấu     | Ph.  | Điểm   | Bài thi       | Nơi   | Ngày            |
| ------------ | ---- | ------ | ------------- | ----- | --------------- |
| Bốn châu lục | Tổng | 299.42 | —             | Seoul | 9 tháng 2, 2020 |
| Bốn châu lục | SP   | 111.82 | Ballade No. 1 | Seoul | 7 tháng 2, 2020 |

Hanyu đã thiết lập chín trong số mười hai điểm số kỉ lục lịch sử tại các giải đấu quốc tế chính, bao gồm cả hai phần thi và điểm tổng tại giải Vô địch Thế giới và Chung kết Grand Prix. Ba kỉ lục khác do Nathan Chen thiết lập.
- Các kỉ lục thế giới lịch sử được in đậm và in nghiêng[4]

| Giải đấu             | Ph.  | Điểm   | Bài thi       | Nơi       | Ngày              |
| -------------------- | ---- | ------ | ------------- | --------- | ----------------- |
| Thế vận hội Mùa đông | Tổng | 317.85 | —             | Gangneung | 17 tháng 2, 2018  |
| Thế vận hội Mùa đông | SP   | 111.68 | Ballade No. 1 | Gangneung | 16 tháng 2, 2018  |
| Vô địch Thế giới     | Tổng | 321.59 | —             | Helsinki  | 1 tháng 4, 2017   |
| Vô địch Thế giới     | SP   | 110.56 | Ballade No. 1 | Boston    | 30 tháng 3, 2016  |
| Vô địch Thế giới     | FS   | 223.20 | Hope & Legacy | Helsinki  | 1 tháng 4, 2017   |
| Bốn châu lục         | FS   | 206.64 | Hope & Legacy | Gangneung | 19 tháng 2, 2017  |
| Chung kết Grand Prix | Tổng | 330.43 | —             | Barcelona | 12 tháng 12, 2015 |
| Chung kết Grand Prix | SP   | 110.95 | Ballade No. 1 | Barcelona | 10 tháng 12, 2015 |
| Chung kết Grand Prix | FS   | 219.48 | Seimei        | Barcelona | 12 tháng 12, 2015 |

### Điểm số cao nhất

#### Các động tác kĩ thuật

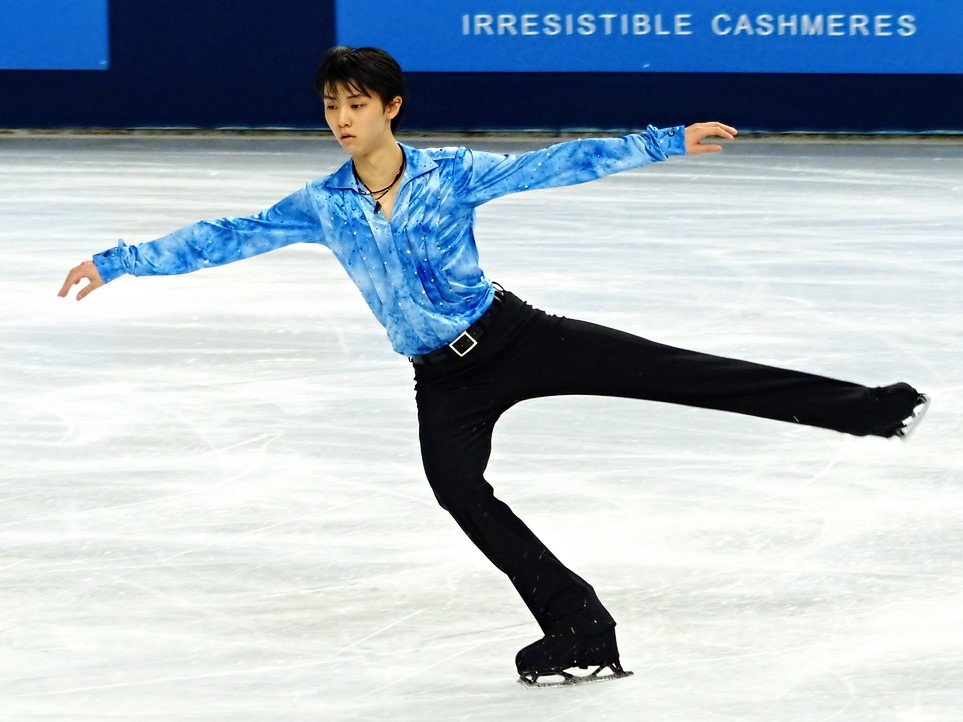
Mười cú nhảy triple Axel của Hanyu được nhận điểm tuyệt đối. Tất cả đều được thực hiện trong bài thi ngắn và sáu trong số đó thực hiện ở nửa sau bài thi.

Các động tác kĩ thuật sẽ được cho điểm tuyệt đối nếu nó được nhận đầy đủ điểm cơ bản từ tổ kĩ thuật và nhận tối đa điểm thực hiện sau khi điểm số cao nhất và thấp nhất từ các giám khảo bị loại trừ (+3 GOE trước đó và +5 GOE từ mùa giải 2018-19). Trong hệ thống hiện tại, Hanyu đã nhận được một điểm tuyệt đối cho động tác kĩ thuật trong cuộc thi quốc tế, cụ thể là cú nhảy triple Axel trong bài thi ngắn tại Skate Canada 2019.
- SP – Bài thi ngắn
- FS – Bài thi tự do

| Thứ tự | Kĩ thuật | Điểm  | +5s | Ph. | Bài thi  | Giải đấu                        | Ng.      |
| ------ | -------- | ----- | --- | --- | -------- | ------------------------------- | -------- |
| 1      | 3A       | 12.00 | 8/9 | SP  | "Otoñal" | Skate Canada International 2019 | Chi tiết |

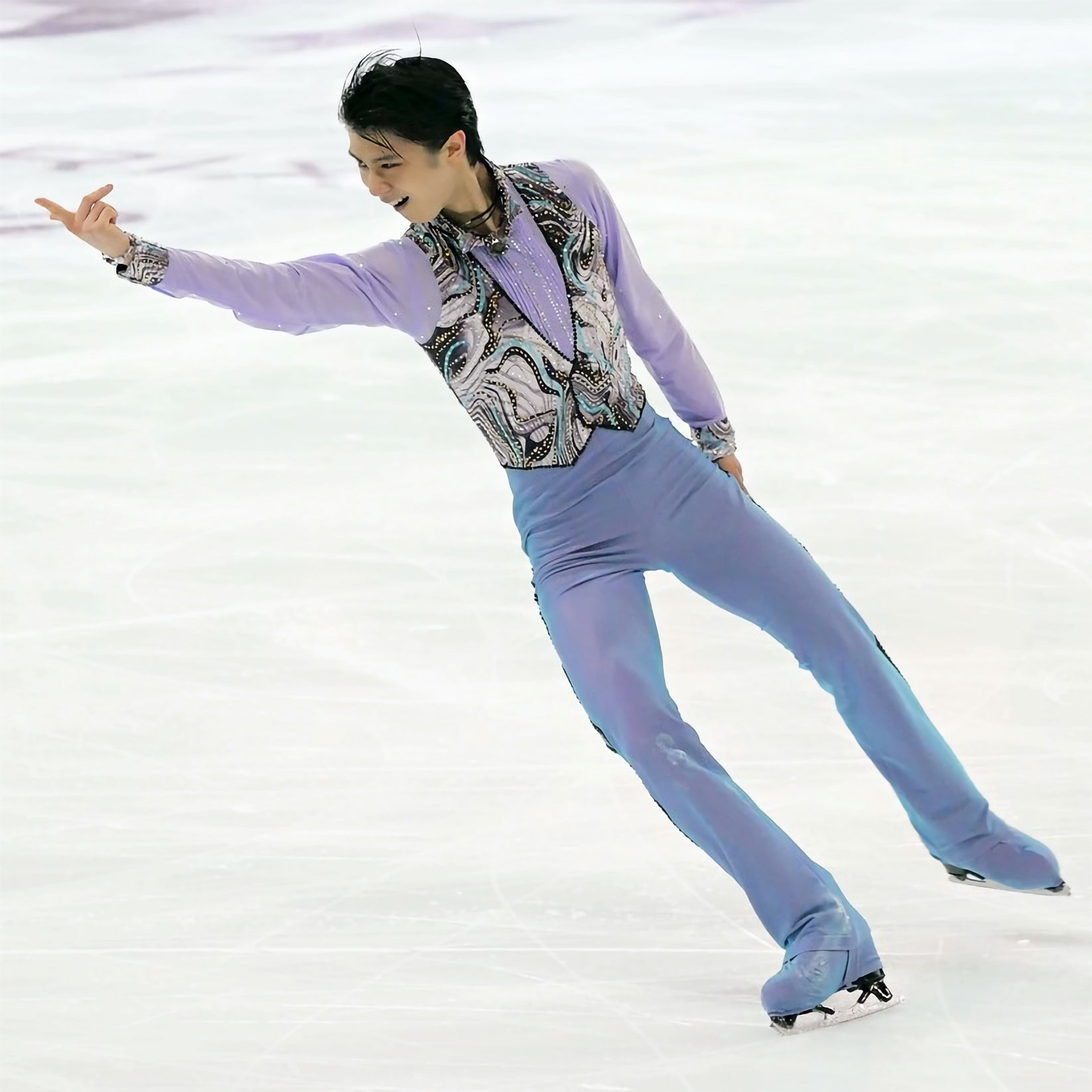
Chuỗi bước đổi hướng trong bài thi ngắn "Let's Go Crazy" của Hanyu được nhận đầy đủ điểm cơ bản và điểm thực hiện (GOE) tối đa bốn lần.

Trước khi thay đổi hệ thống tính điểm, Hanyu đã nhận được tổng cộng 28 điểm tối đa, bao gồm tất cả các loại động tác kĩ thuật trong hạng mục đơn nam: ba lần nhảy đơn khác nhau, hai lần nhảy kết hợp, một xoay tại chỗ, chuỗi các bước đổi hướng và chuỗi các động tác biên đạo tự do. Bảy động tác kĩ thuật được nhận +3 GOE đồng thuận từ các giám khảo: bốn cú nhảy triple Axel, một quadruple Salchow, một chuỗi động tác bên đạo tự do và chuỗi các bước đổi hướng trong chương trình ngắn tại giải Vô địch Thế giới 2016. Tuy nhiên, những động tác kĩ thuật đó không đạt điểm tối đa, vì chúng bị hạ cấp từ tổ kĩ thuật xuống Level 3 và không nhận đày đủ điểm cơ bản.
- x – cộng 10% điểm vào điểm cơ bản cho một cú nhảy được thực hiện ở nửa sau của bài thi
- Đồng thuận +3 GOE từ tất cả giám khảo được in đậm

| Thứ tự | Kĩ thuật | Điểm    | +3s | Ph. | Bài thi         | Giải đấu                             | Ng.                                                           |
| ------ | -------- | ------- | --- | --- | --------------- | ------------------------------------ | ------------------------------------------------------------- |
| 1      | 3A       | 11.50   | 8/9 | SP  | Ballade No. 1   | 2014 Cup of China                    | Chi tiết                                                      |
| 2      | 3A       | 11.50   | 6/7 | SP  | Ballade No. 1   | 2015 Autumn Classic                  | Chi tiết Lưu trữ ngày 16 tháng 5 năm 2021 tại Wayback Machine |
| 3      | 3A       | 11.50   | 8/9 | SP  | Ballade No. 1   | 2015 Skate Canada                    | Chi tiết                                                      |
| 4      | 3A+2T    | 13.78 x | 8/9 | FS  | Seimei          | 2015 NHK Trophy                      | Chi tiết                                                      |
| 5      | ChSq1    | 4.10    | 8/9 | FS  | Seimei          | 2015 NHK Trophy                      | Chi tiết                                                      |
| 6      | 4S       | 13.50   | 8/9 | SP  | Ballade No. 1   | 2015–16 Grand Prix Final             | Chi tiết                                                      |
| 7      | 4T+3T    | 17.60   | 8/9 | SP  | Ballade No. 1   | 2015–16 Grand Prix Final             | Chi tiết                                                      |
| 8      | 4S       | 13.50   | 8/9 | FS  | Seimei          | 2015–16 Grand Prix Final             | Chi tiết                                                      |
| 9      | 4T       | 13.30   | 8/9 | FS  | Seimei          | 2015–16 Grand Prix Final             | Chi tiết                                                      |
| 10     | 3A+2T    | 13.78 x | 8/9 | FS  | Seimei          | 2015–16 Grand Prix Final             | Chi tiết                                                      |
| 11     | ChSq1    | 4.10    | 9/9 | FS  | Seimei          | 2015–16 Grand Prix Final             | Chi tiết                                                      |
| 12     | 4S       | 13.50   | 8/9 | SP  | Ballade No. 1   | Vô địch Thế giới 2016                | Chi tiết                                                      |
| 13     | 3A       | 12.35 x | 9/9 | SP  | Ballade No. 1   | Vô địch Thế giới 2016                | Chi tiết                                                      |
| 14     | StSq4    | 6.00    | 6/7 | SP  | "Lets Go Crazy" | 2016 CS Autumn Classic International | Chi tiết                                                      |
| 15     | 3A       | 12.35 x | 8/9 | SP  | "Lets Go Crazy" | 2016 NHK Trophy                      | Chi tiết                                                      |
| 16     | StSq4    | 6.00    | 8/9 | SP  | "Lets Go Crazy" | 2016–17 Grand Prix Final             | Chi tiết                                                      |
| 17     | 3A       | 12.35 x | 8/9 | SP  | "Lets Go Crazy" | Bốn châu lục 2017                    | Chi tiết                                                      |
| 18     | StSq4    | 6.00    | 8/9 | SP  | "Lets Go Crazy" | Vô địch Thế giới 2017                | Chi tiết                                                      |
| 19     | StSq4    | 6.00    | 8/9 | SP  | "Lets Go Crazy" | 2017 World Team Trophy               | Chi tiết                                                      |
| 20     | 4S       | 13.50   | 7/7 | SP  | Ballade No. 1   | 2017 CS Autumn Classic               | Chi tiết Lưu trữ ngày 14 tháng 5 năm 2021 tại Wayback Machine |
| 21     | CSSp4    | 4.50    | 6/7 | SP  | Ballade No. 1   | 2017 CS Autumn Classic               | Chi tiết Lưu trữ ngày 14 tháng 5 năm 2021 tại Wayback Machine |
| 22     | 3A       | 12.35 x | 7/7 | SP  | Ballade No. 1   | 2017 CS Autumn Classic               | Chi tiết Lưu trữ ngày 14 tháng 5 năm 2021 tại Wayback Machine |
| 23     | 3A       | 12.35 x | 9/9 | SP  | Ballade No. 1   | 2017 Rostelecom Cup                  | Chi tiết                                                      |
| 24     | ChSq1    | 4.10    | 8/9 | FS  | Seimei          | 2017 Rostelecom Cup                  | Chi tiết                                                      |
| 25     | 3A       | 12.35 x | 9/9 | SP  | Ballade No. 1   | Thế vận hội Mùa đông 2018            | Chi tiết                                                      |
| 26     | StSq4    | 6.00    | 8/9 | SP  | Ballade No. 1   | Thế vận hội Mùa đông 2018            | Chi tiết                                                      |
| 27     | 4S       | 13.50   | 8/9 | FS  | Seimei          | Thế vận hội Mùa đông 2018            | Chi tiết                                                      |
| 28     | 4T       | 13.30   | 8/9 | FS  | Seimei          | Thế vận hội Mùa đông 2018            | Chi tiết                                                      |

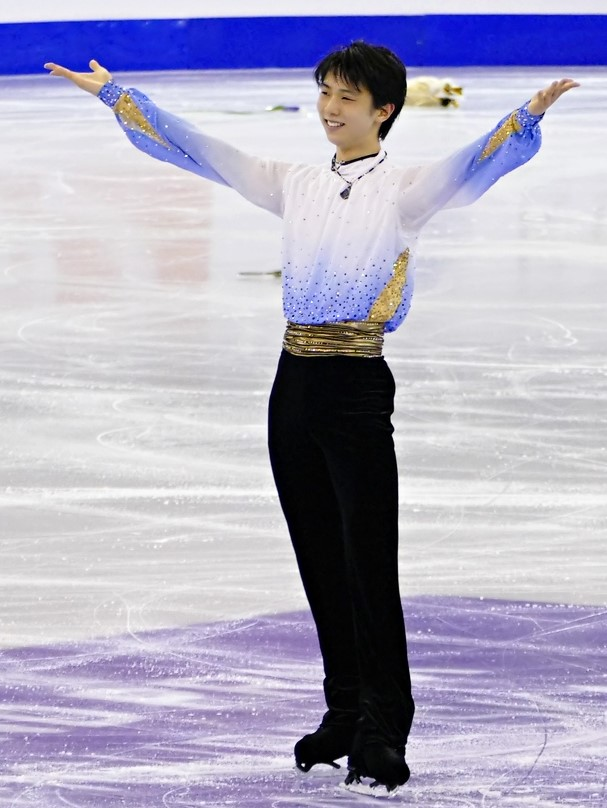
Hanyu nhận điểm tuyệt đối cho 12 động tác kĩ thuật trong mùa giải 2015-2016, trong đó 6 điểm nhận ở Chung kết Grand Prix.

Mùa giải thành công nhất của Hanyu tính theo điểm số tối đa là mùa giải 2015-16. Anh đã nhận được điểm tuyệt đối cho 12 động tác kĩ thuật và GOE tối đa cho 3 chuỗi bước đổi hướng khác không được nhận đầy đủ điểm cơ bản do bị hạ cấp. Trước mùa giải 2014-15, Hanyu không nhận được điểm tối đa nào cho các động tác kĩ thuật đơn lẻ khi thi đấu.
| Kĩ thuật | 14–15 | 15–16 | 16–17 | 17–18 | 18–19 | 19–20 | 20–21 | 21–22 | Tổng |
| -------- | ----- | ----- | ----- | ----- | ----- | ----- | ----- | ----- | ---- |
| 3A       | 1     | 3     | 2     | 3     |       | 1     |       |       | 10   |
| 4S       |       | 3     |       | 2     |       |       |       |       | 5    |
| StSq4    |       |       | 4     | 1     |       |       |       |       | 5    |
| ChSq1    |       | 2     |       | 1     |       |       |       |       | 3    |
| 3A+2T    |       | 2     |       |       |       |       |       |       | 2    |
| 4T       |       | 1     |       | 1     |       |       |       |       | 2    |
| 4T+3T    |       | 1     |       |       |       |       |       |       | 1    |
| CSSp4    |       |       |       | 1     |       |       |       |       | 1    |
| Tổng     | 1     | 12    | 6     | 9     | 0     | 1     | 0     | 0     | 29   |

#### Các thành phần của bài thi
Các thành phần bài thi được cho điểm tối da nếu chúng được nhận điểm 10,00 từ tất cả các giám khảo sau khi bỏ điểm cao nhất và thấp nhất trong bảng điểm. Năm thành phần của bài thi gồm kĩ năng trượt (SS), động tác chuyển tiếp (TR), biểu diễn (PE), bố cục (CO) và diễn giải (IN). Hanyu đã nhận điểm 10,00 hoàn hảo trong bài thi ngắn tại 2015–16 Grand Prix Final. Anh là vận động viên trượt băng đơn nam duy nhất bên cạnh Javier Fernández được nhận 10,00 điểm hoàn hảo trong hạng mục đơn nam và là người duy nhất đạt 10,00 điểm hoàn hảo trong thành phần biểu diễn.
| Thứ tự | Thành phần | Điểm  | 10s | Ph. | Bài thi       | Giải đấu                 | Ng.      |
| ------ | ---------- | ----- | --- | --- | ------------- | ------------------------ | -------- |
| 1      | Biểu diễn  | 10.00 | 8/9 | SP  | Ballade No. 1 | 2015–16 Grand Prix Final | Chi tiết |

## Điểm số kỉ lục quốc gia

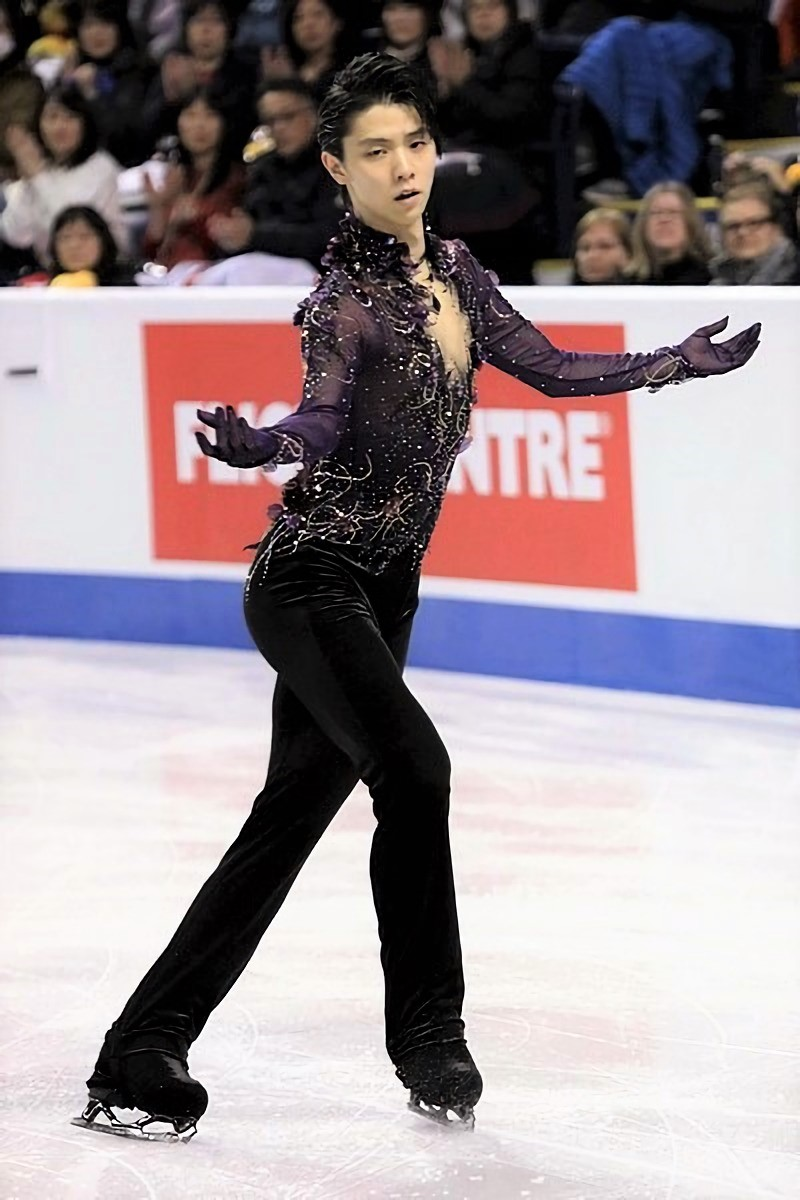
Tại Skate Canada International 2019, Hanyu đã lập hai kỉ lục quốc gia trong bài thi tự do và điểm tổng.

Hanyu nắm giữ kỉ lục quốc gia hiện tại và lịch sử cho tất cả các phần thi hạng mục đơn nam. Anh cũng nắm giữ tất cả 6 kỉ lục hiện tại của Giải Vô địch Trượt băng nghệ thuật Nhật Bản.
- SP – Bài thi ngắn
- FS – Bài thi tự do
- Các kỉ lục thế giới được in đậm và in nghiêng[1][4]

| Hệ thống | Ph.  | Điểm   | Bài thi       | Giải đấu                 | Nơi       |
| -------- | ---- | ------ | ------------- | ------------------------ | --------- |
| Hiện tại | Tổng | 322.59 | —             | 2019 Skate Canada        | Kelowna   |
| Hiện tại | SP   | 111.82 | Ballade No. 1 | 2020 Bốn châu lục        | Seoul     |
| Hiện tại | FS   | 212.99 | Origin        | 2019 Skate Canada        | Kelowna   |
| Lịch sử  | Tổng | 330.43 | —             | 2015–16 Grand Prix Final | Barcelona |
| Lịch sử  | SP   | 112.72 | Ballade No. 1 | 2017 CS Autumn Classic   | Montreal  |
| Lịch sử  | FS   | 223.20 | Hope & Legacy | 2017 Vô địch Thế giới    | Helsinki  |

- Điểm số đạt được tại các cuộc thi trong nước không được ISU công nhận là điểm cá nhân tốt nhất. Chỉ điểm số tại các sự kiện quốc tế được quy định mới được công nhận và phê duyệt là kỉ lục quốc gia chính thức.

| Hệ thống | Ph.  | Điểm   | Bài thi                            | Giải đấu                 | Nơi     | Ng.      |
| -------- | ---- | ------ | ---------------------------------- | ------------------------ | ------- | -------- |
| Hiện tại | Tổng | 322.36 | —                                  | Vô địch Nhật Bản 2021–22 | Saitama | Chi tiết |
| Hiện tại | SP   | 111.31 | Introduction and Rondo Capriccioso | Vô địch Nhật Bản 2021–22 | Saitama | Chi tiết |
| Hiện tại | FS   | 215.83 | Heaven and Earth (天と地と)        | Vô địch Nhật Bản 2020–21 | Nagano  | Chi tiết |
| Lịch sử  | Tổng | 297.80 | —                                  | Vô địch Nhật Bản 2013–14 | Saitama | Chi tiết |
| Lịch sử  | SP   | 103.10 | "Parisienne Walkways"              | Vô địch Nhật Bản 2013–14 | Saitama | Chi tiết |
| Lịch sử  | FS   | 194.70 | Romeo & Juliet                     | Vô địch Nhật Bản 2013–14 | Saitama | Chi tiết |

Hanyu đã nhận được tổng số 11 điểm tối đa cho các động tác kĩ thuật tại giải Vô địch Nhật Bản. Trong hệ thống +5/ -5 GOE hiện tại, anh đã nhận điểm tuyệt đối cho một động tác xoay tại chỗ, hai chuỗi bước đổi hướng và một chuỗi động tác biên đạo tự do. Thêm vào đó, anh đã nhận được điểm hoàn hảo 10,00 trong thành phần diễn giải trong bài thi ngắn tại giải Vô địch Nhật Bản 2021-22. Trong hệ thống +3/ -3 GOE cũ, anh được nhận 7 điểm đối đa cho 6 lần nhảy đơn và 1 lần nhảy kết hợp.
- Đồng thuận +5 điểm GOE từ hội đồng giám khảo được in đậm

| Thứ tự | Kĩ thuật | Điểm | +3s | Ph. | Bài thi           | Giải đấu                 | Ng.      |
| ------ | -------- | ---- | --- | --- | ----------------- | ------------------------ | -------- |
| 1      | StSq4    | 5.85 | 9/9 | SP  | Rondo Capriccioso | Vô địch Nhật Bản 2021–22 | Chi tiết |
| 2      | CCoSp4   | 5.25 | 8/9 | SP  | Rondo Capriccioso | Vô địch Nhật Bản 2021–22 | Chi tiết |
| 3      | StSq4    | 5.85 | 8/9 | FS  | Heaven & Earth    | Vô địch Nhật Bản 2021–22 | Chi tiết |
| 4      | ChSq1    | 5.50 | 9/9 | FS  | Heaven & Earth    | Vô địch Nhật Bản 2021–22 | Chi tiết |

- x – Cộng 10% điểm vào điểm cơ bản cho một cú nhảy được thực hiện ở nửa sau bài thi
- Đồng thuận +3 GOE từ hội đồng giám khảo được in đậm

| Thứ tự | Kĩ thuật | Điểm    | +3s | Ph. | Bài thi               | Giải đấu                 | Ng.      |
| ------ | -------- | ------- | --- | --- | --------------------- | ------------------------ | -------- |
| 1      | 3A       | 12.35 x | 7/7 | SP  | "Parisienne Walkways" | Vô địch Nhật Bản 2013–14 | Chi tiết |
| 2      | 4T       | 13.30   | 6/7 | SP  | Ballade No. 1         | Vô địch Nhật Bản 2014–15 | Chi tiết |
| 3      | 3A       | 12.35 x | 6/7 | SP  | Ballade No. 1         | Vô địch Nhật Bản 2014–15 | Chi tiết |
| 4      | 4T+3T    | 17.60   | 9/9 | SP  | Ballade No. 1         | Vô địch Nhật Bản 2015–16 | Chi tiết |
| 5      | 4S       | 13.50   | 8/9 | FS  | Seimei                | Vô địch Nhật Bản 2015–16 | Chi tiết |
| 6      | 4T       | 13.30   | 8/9 | FS  | Seimei                | Vô địch Nhật Bản 2015–16 | Chi tiết |
| 7      | 3F       | 7.40    | 9/9 | FS  | Seimei                | Vô địch Nhật Bản 2015–16 | Chi tiết |

| Thứ tự | Thành phần | Điểm  | 10s | Ph. | Bài thi           | Giải đấu                 | Ng.      |
| ------ | ---------- | ----- | --- | --- | ----------------- | ------------------------ | -------- |
| 1      | Diễn đạt   | 10.00 | 8/9 | SP  | Rondo Capriccioso | Vô địch Nhật Bản 2021–22 | Chi tiết |

## Điểm số cao nhất

### Điểm tổng

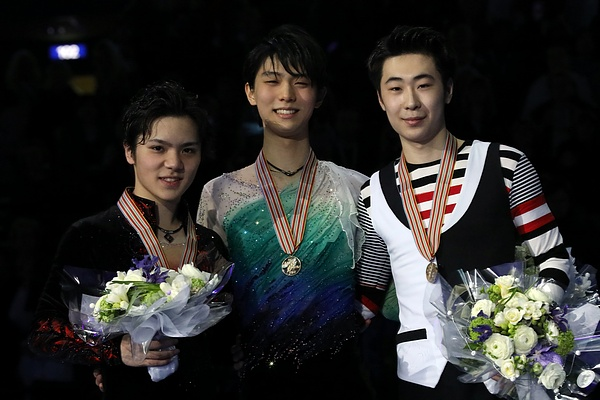
Tại giải Vô địch Thế giới 2017, lần đầu tiên trong lịch sử, cả ba vận động viên giành huy chương là Hanyu (giữa), Shoma Uno (trái) và Jin Boyang (phải) đều đạt tổng điểm trên 300 điểm.

Hanyu đã mười lần đạt trên 300 điểm tổng, bốn lần kể từ mùa giải 2018-19. Ba vận động viên khác đạt trên 300 điểm trong hệ thống hiện tại là Nathan Chen, Yuma Kagiyama và Shoma Uno. Trong hệ thống +3/ -3 GOE cũ, những vận động viên khác ngoài Hanyu, Chen và Uno đạt thành tích này là Javier Fernández và Jin Boyang.
| Thứ tự | Điểm   | Giải đấu               |
| ------ | ------ | ---------------------- |
| 1      | 322.59 | 2019 Skate Canada      |
| 2      | 305.05 | 2019 NHK Trophy        |
| 3      | 300.97 | 2019 Vô địch Thế giới  |
| 4      | 300.88 | 2021 World Team Trophy |

| Thứ tự | Điểm   | Giải đấu                 |
| ------ | ------ | ------------------------ |
| 1      | 330.43 | 2015–16 Grand Prix Final |
| 2      | 322.40 | 2015 NHK Trophy          |
| 3      | 321.59 | 2017 Vô địch Thế giới    |
| 4      | 317.85 | Thế vận hội 2018         |
| 5      | 303.71 | 2017 Bốn châu lục        |
| 6      | 301.47 | 2016 NHK Trophy          |

### Bài thi ngắn

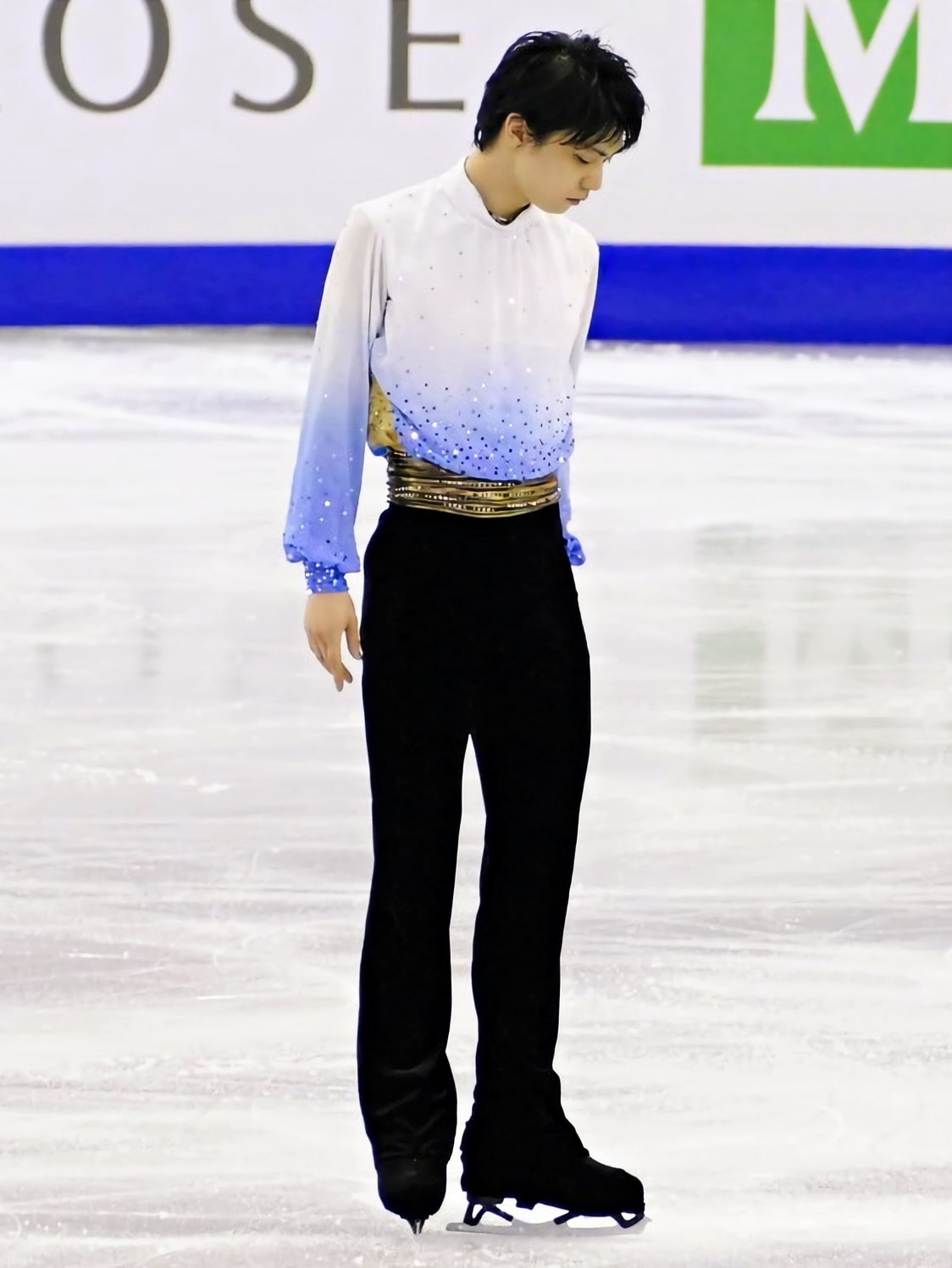
Ballade No. 1 của Hanyu đã thiết lập năm trong số bảy kỉ lục điểm số cao nhất bài thi ngắn trong tất cả các hệ thống tính điểm của ISU.

Hanyu đã 15 lần đạt trên 100 điểm trong bài thi ngắn, 7 lần kể từ mùa giải 2018-19. Anh cũng thiết lập 6 trong 8 điểm cao nhất của bài thi ngắn trên tất cả các hệ thông đánh giá và là vận động viên trượt băng đầu tiên đạt trên 110 điểm nhiều lần.
| Thứ tự | Điểm   | Bài thi                | Giải đấu                    |
| ------ | ------ | ---------------------- | --------------------------- |
| 1      | 111.82 | Ballade No. 1          | 2020 Bốn châu lục           |
| 2      | 110.53 | "Otoñal"               | 2018 Rostelecom Cup         |
| 3      | 109.60 | "Otoñal"               | 2019 Skate Canada           |
| 4      | 109.34 | "Otoñal"               | 2019 NHK Trophy             |
| 5      | 107.12 | "Let Me Entertain You" | 2021 World Team Trophy      |
| 6      | 106.98 | "Let Me Entertain You" | 2021 Vô địch Thế giới       |
| 7      | 106.69 | "Otoñal"               | 2018 Grand Prix of Helsinki |

| Thứ tự | Điểm   | Bài thi               | Giải đấu                 |
| ------ | ------ | --------------------- | ------------------------ |
| 1      | 112.72 | Ballade No. 1         | 2017 CS Autumn Classic   |
| 2      | 111.68 | Ballade No. 1         | 2018 Thế vận hội         |
| 3      | 110.95 | Ballade No. 1         | 2015–16 Grand Prix Final |
| 4      | 110.56 | Ballade No. 1         | 2016 Vô địch Thế giới    |
| 5      | 106.53 | "Let's Go Crazy"      | 2016–17 Grand Prix Final |
| 6      | 106.33 | Ballade No. 1         | 2015 NHK Trophy          |
| 7      | 103.89 | "Let's Go Crazy"      | 2016 NHK Trophy          |
| 8      | 101.45 | "Parisienne Walkways" | 2014 Thế vận hội         |

### Bài thi tự do

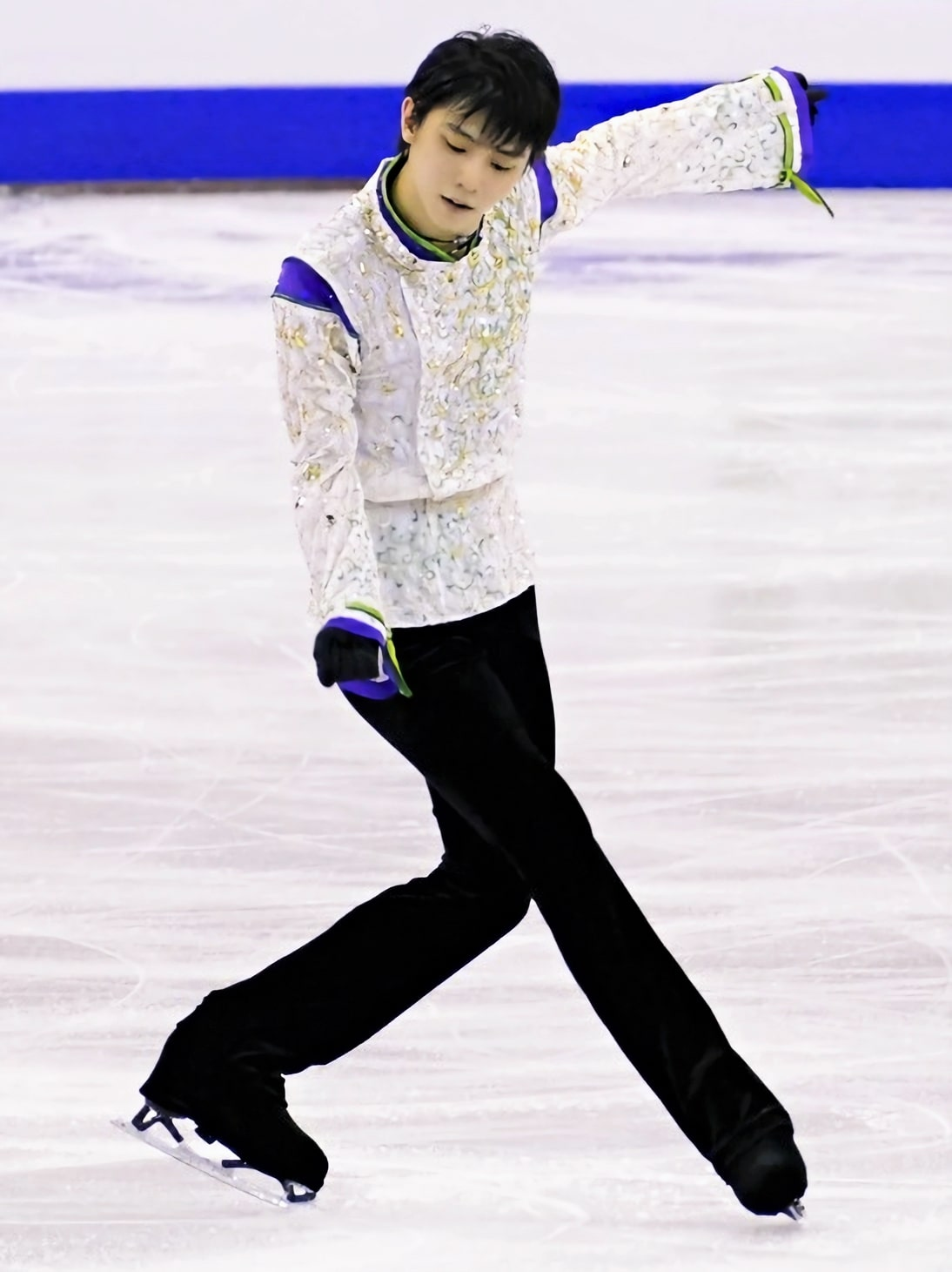
Seimei của Hanyu là bài thi đầu tiên đạt trên 200 điểm trong bài thi tự do. Bài thi đã vượt qua mốc đó ba lần.

Hanyu đã 8 lần đạt trên 200 điểm bài thi tự do, 2 lần kể từ mùa giải 2018-19. Ba vận động viên khác dạt trên 200 điểm trong hệ thống hiện tại là Nathan Chen, Yuma Kagiyama và Shoma Uno. Trong hệ thống +3/ -3 GOE cũ, ba vận động viên trượt băng khác ngoài Hanyu, Chen và Uno đạt được thành tích này là Javier Fernández, Patrick Chan và Jin Boyang.
| Thứ tự | Điểm   | Bài thi | Giải đấu              |
| ------ | ------ | ------- | --------------------- |
| 1      | 212.99 | Origin  | 2019 Skate Canada     |
| 2      | 206.10 | Origin  | 2019 Vô địch Thế giới |

| Thứ tự | Điểm   | Bài thi       | Giải đấu                 |
| ------ | ------ | ------------- | ------------------------ |
| 1      | 223.20 | Hope & Legacy | 2017 Vô địch Thế giới    |
| 2      | 219.48 | Seimei        | 2015–16 Grand Prix Final |
| 3      | 216.07 | Seimei        | 2015 NHK Trophy          |
| 4      | 206.67 | Hope & Legacy | 2017 Four Continents     |
| 5      | 206.17 | Seimei        | 2018 Thế vận hội         |
| 6      | 200.49 | Hope & Legacy | 2017 World Team Trophy   |

## Kết quả chi tiết
- ^team  – Team event (Thi đấu Đồng đội)
- P – Placement (Xếp hạng)
- SP – Bài thi ngắn
- FS – Bài thi tự do
- Huy chương nhỏ cho bài thi ngắn và bài thi tự do chỉ được trao cho các giải vô địch của Liên đoàn Trượt băng Quốc tế như Vô địch Thế giới, Vô địch Thế giới Thiếu niên, Vô địch Bốn châu lục, Vô địch châu Âu.
- Huy chương tại các giải đấu Đồng đội chỉ được trao cho kết quả của cả đội. Thứ hạng cá nhân tại World Team Trophy được liệt kê trong ngoặc đơn.

### Cấp độ trưởng thành theo hệ thống tính điểm +5/-5 GOE

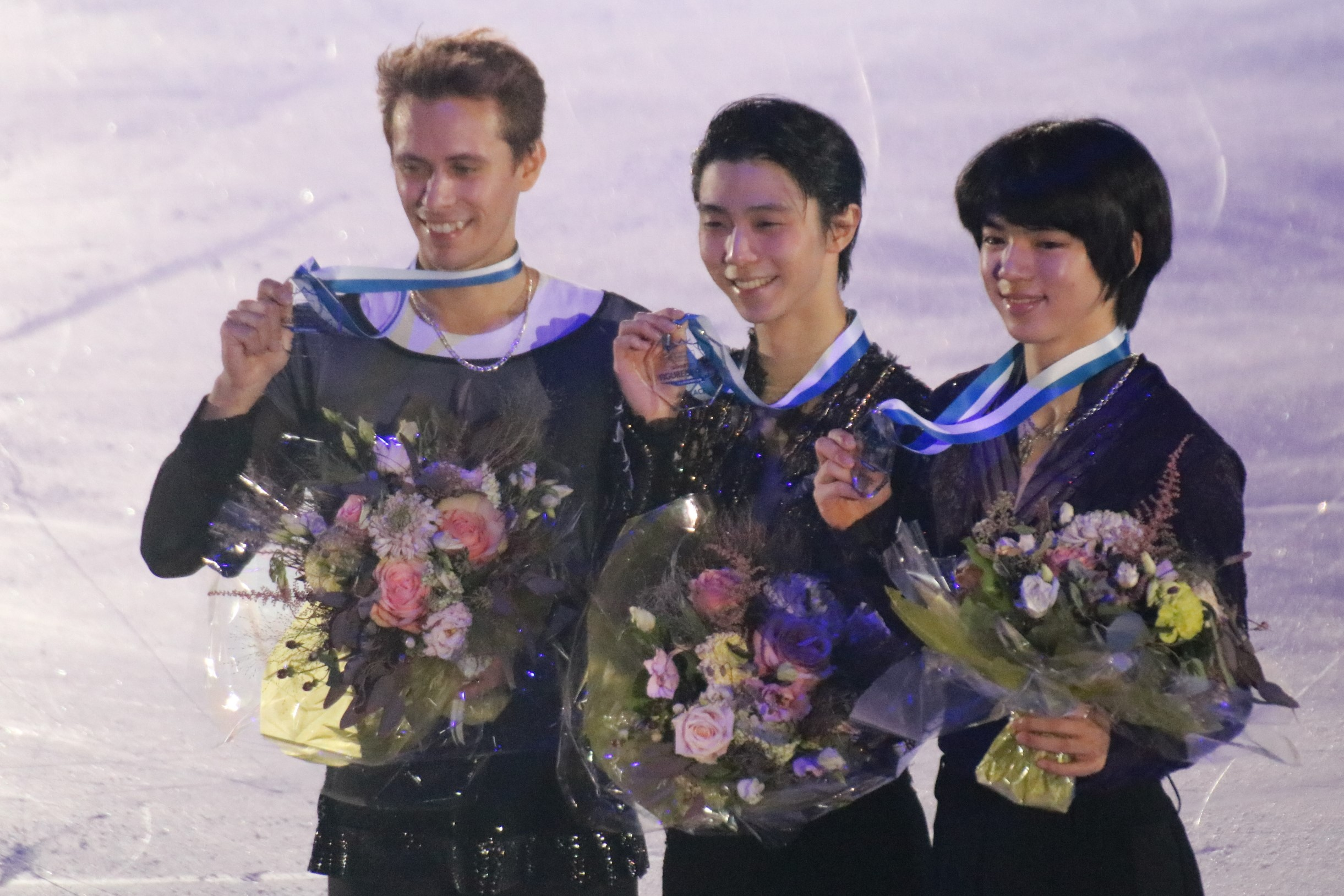
Hanyu (giữa) với Michal Březina (trái) và Cha Jun-hwan (phải) trên bục huy chương tại Grand Prix of Helsinki 2018.

- Các kỉ lục thế giới được in đậm và nghiêng[1]
- Điểm số cá nhân tốt nhất được  in đậm[113]

| Ngày                 | Giải đấu                             | SP | SP     | FS | FS     | Tổng | Tổng   | Ng.      |
| Ngày                 | Giải đấu                             | P  | Điểm   | P  | Điểm   | P    | Điểm   | Ng.      |
| -------------------- | ------------------------------------ | -- | ------ | -- | ------ | ---- | ------ | -------- |
| 20–22 tháng 9, 2018  | 2018 CS Autumn Classic International | 1  | 97.74  | 2  | 165.91 | 1    | 263.65 | Chi tiết |
| 2–4 tháng 11, 2018   | 2018 Grand Prix of Helsinki          | 1  | 106.69 | 1  | 190.43 | 1    | 297.12 | Chi tiết |
| 16–18 tháng 11, 2018 | 2018 Rostelecom Cup                  | 1  | 110.53 | 1  | 167.89 | 1    | 278.42 | Chi tiết |
| 18–24 tháng 3, 2019  | 2019 Vô địch Thế giới                | 3  | 94.87  | 2  | 206.10 | 2    | 300.97 | Chi tiết |

| Ngày                 | Giải đấu                             | SP | SP     | FS | FS     | Tổng | Tổng   | Ng.      |
| Ngày                 | Giải đấu                             | P  | Điểm   | P  | Điểm   | P    | Điểm   | Ng.      |
| -------------------- | ------------------------------------ | -- | ------ | -- | ------ | ---- | ------ | -------- |
| 12–14 tháng 9, 2019  | 2019 CS Autumn Classic International | 1  | 98.38  | 1  | 180.67 | 1    | 279.05 | Chi tiết |
| 25–27 tháng 10, 2019 | 2019 Skate Canada International      | 1  | 109.60 | 1  | 212.99 | 1    | 322.59 | Chi tiết |
| 22–24 tháng 11, 2019 | 2019 NHK Trophy                      | 1  | 109.34 | 1  | 195.71 | 1    | 305.05 | Chi tiết |
| 5–8 tháng 12, 2019   | 2019–20 Grand Prix Final             | 2  | 97.43  | 2  | 194.00 | 2    | 291.43 | Chi tiết |
| 18–22 tháng 12, 2019 | 2019–20 Vô địch Nhật Bản             | 1  | 110.72 | 3  | 172.05 | 2    | 282.77 | Chi tiết |
| 4–9 tháng 2, 2020    | 2020 Vô địch Bốn châu lục            | 1  | 111.82 | 1  | 187.60 | 1    | 299.42 | Chi tiết |

| Ngày                 | Giải đấu                    | SP | SP     | FS | FS     | Tổng  | Tổng   | Ng.      |
| Ngày                 | Giải đấu                    | P  | Điểm   | P  | Điểm   | P     | Điểm   | Ng.      |
| -------------------- | --------------------------- | -- | ------ | -- | ------ | ----- | ------ | -------- |
| 24–27 tháng 12, 2020 | 2020–21 Vô địch Nhật Bản    | 1  | 103.53 | 1  | 215.83 | 1     | 319.36 | Chi tiết |
| 22–28 tháng 3, 2021  | 2021 Vô địch Thế giới       | 1  | 106.98 | 4  | 182.20 | 3     | 289.18 | Chi tiết |
| 15–18 tháng 4, 2021  | 2021 World Team Trophy team | 2  | 107.12 | 2  | 193.76 | 3 (2) | 300.88 | Chi tiết |

| Ngày                 | Giải đấu                 | SP | SP     | FS | FS     | Tổng | Tổng   | Ng.      |
| Ngày                 | Giải đấu                 | P  | Điểm   | P  | Điểm   | P    | Điểm   | Ng.      |
| -------------------- | ------------------------ | -- | ------ | -- | ------ | ---- | ------ | -------- |
| 22–26 tháng 12, 2021 | 2021–22 Vô địch Nhật Bản | 1  | 111.31 | 1  | 211.05 | 1    | 322.36 | Chi tiết |
| 8–10 tháng 2, 2022   | 2022 Thế vận hội         | 8  | 95.15  | 3  | 188.06 | 4    | 283.21 | Chi tiết |

### Cấp độ trưởng thành theo hệ thống +3/-3 GOE

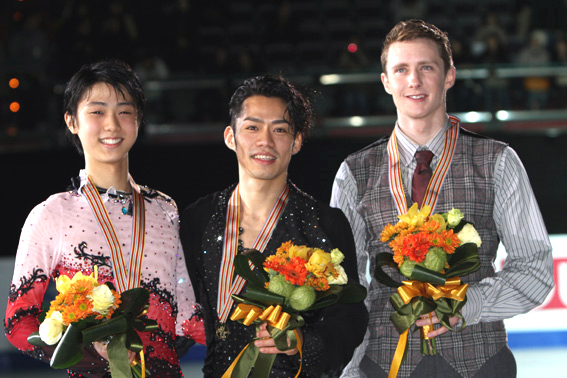
Hanyu (trái) với Takahashi Daisuke (giữa) và Jeremy Abbott (phải) trên bục huy chương tại giải Vô địch Bốn châu lục 2011.

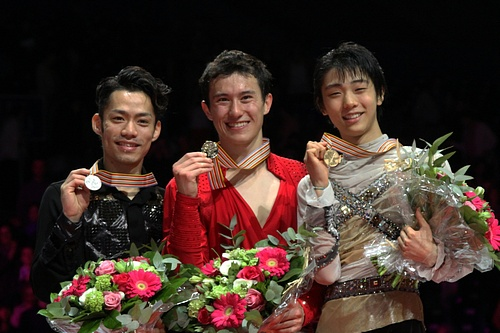
Hanyu (phải) với Patrick Chan (giữa) và Takahashi Daisuke (trái) trên bục huy chương tại giải Vô địch Thế giới 2012.

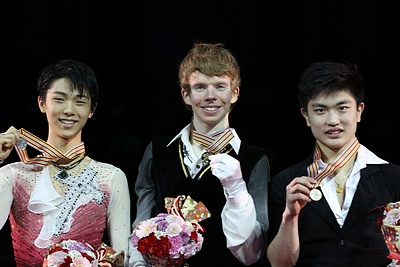
Hanyu (trái) với Kevin Reynolds (giữa) và Yan Han (phải) trên bục huy chương tại giải Vô địch Bốn châu lục 2013.

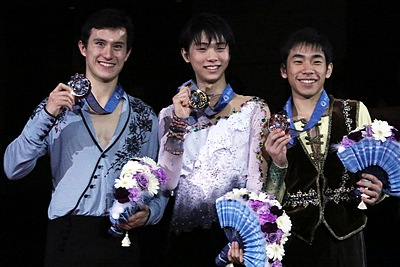
Hanyu (giữa) với Patrick Chan (trái) và Nobunari Oda (phải) trên bục huy chương tại Chung kết Grand Prix 2013-14.

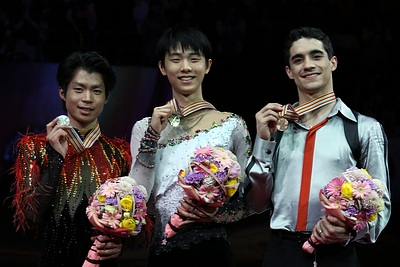
Hanyu (giữa) với Tatsuki Machida (trái) và Javier Fernández (phải) trên bục huy chương tại giải Vô địch Thế giới 2014.

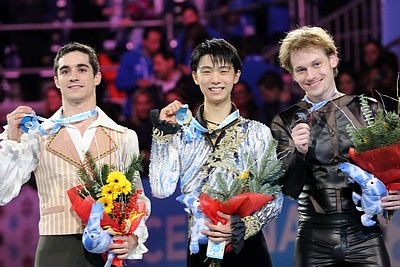
Hanyu (giữa) với Javier Fernández (trái) và Sergei Voronov (phải) trên bục huy chương tại Chung Kết Grand Prix 2014-15.

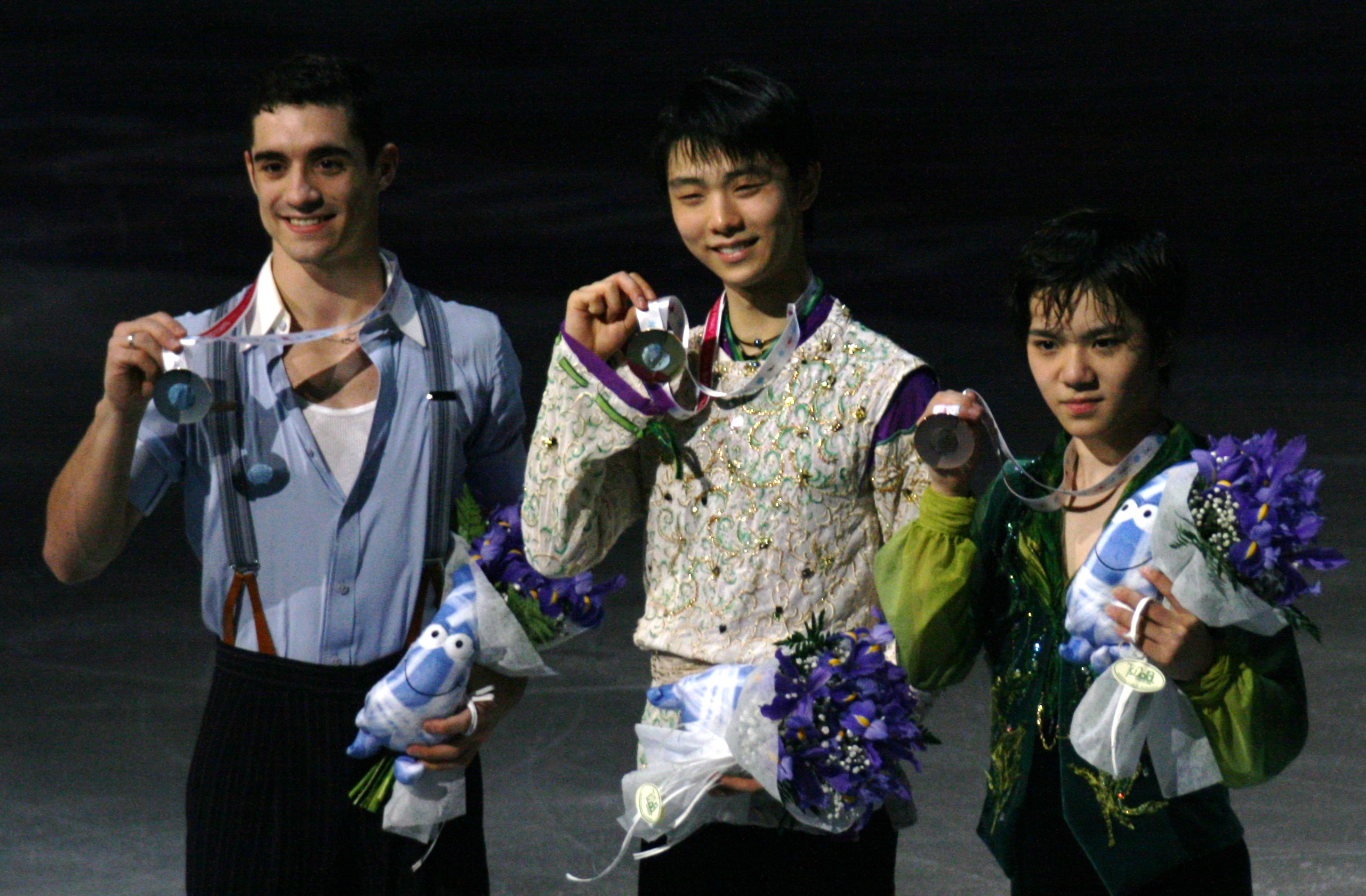
Hanyu (giữa) với Javier Fernández (trái) và Shoma Uno (phải) trên bục huy chương tại Chung kết Grand Prix 2015-16.

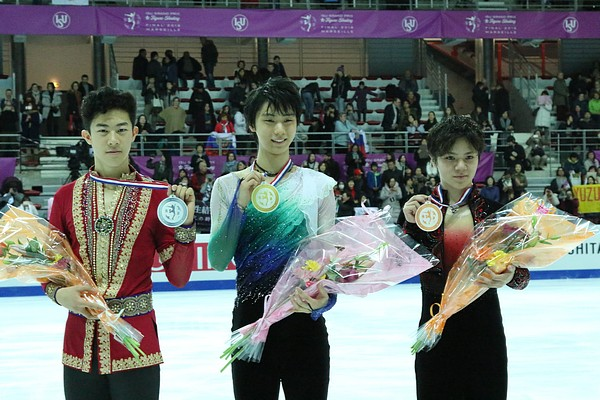
Hanyu (giữa) với Nathan Chen (trái) và Shoma Uno (phải) trên bục huy chương tại Chung kết Grand Prix 2016-17.

- Các kỉ lục thế giới lịch sử[note 1] được in đậm và nghiêng[4]

| Ngày                 | Giải đấu                  | SP | SP    | FS | FS     | Tổng | Tổng   | Ng.      |
| Ngày                 | Giải đấu                  | P  | Điểm  | P  | Điểm   | P    | Điểm   | Ng.      |
| -------------------- | ------------------------- | -- | ----- | -- | ------ | ---- | ------ | -------- |
| 21–24 tháng 10, 2010 | 2010 NHK Trophy           | 5  | 69.31 | 4  | 138.41 | 4    | 207.72 | Chi tiết |
| 18–21 tháng 11, 2010 | 2010 Cup of Russia        | 6  | 70.24 | 6  | 132.42 | 7    | 202.66 | Chi tiết |
| 24–27 tháng 12, 2010 | 2010–11 Vô địch Nhật Bản  | 2  | 78.94 | 4  | 141.12 | 4    | 220.06 | Chi tiết |
| 15–20 tháng 2, 2011  | 2011 Vô địch Bốn châu lục | 3  | 76.43 | 3  | 151.58 | 2    | 228.01 | Chi tiết |

| Ngày                 | Giải đấu                 | SP | SP    | FS | FS     | Tổng | Tổng   | Ng.      |
| Ngày                 | Giải đấu                 | P  | Điểm  | P  | Điểm   | P    | Điểm   | Ng.      |
| -------------------- | ------------------------ | -- | ----- | -- | ------ | ---- | ------ | -------- |
| 21–24 tháng 9, 2011  | 2011 Nebelhorn Trophy    | 1  | 75.26 | 1  | 151.00 | 1    | 226.26 | Chi tiết |
| 4–6 tháng 11, 2011   | 2011 Cup of China        | 2  | 81.37 | 4  | 145.16 | 4    | 226.53 | Chi tiết |
| 25–27 tháng 11, 2011 | 2011 Rostelecom Cup      | 2  | 82.78 | 2  | 158.88 | 1    | 241.66 | Chi tiết |
| 8–11 tháng 12, 2011  | 2011–12 Grand Prix Final | 4  | 79.33 | 3  | 166.49 | 4    | 245.82 | Chi tiết |
| 22–26 tháng 12, 2011 | 2011–12 Vô địch Nhật Bản | 4  | 74.32 | 1  | 167.59 | 3    | 241.91 | Chi tiết |
| 26/03 – 01/04, 2012  | 2012 Vô địch Thế giới    | 7  | 77.07 | 2  | 173.99 | 3    | 251.06 | Chi tiết |

| Ngày                 | Giải đấu                  | SP | SP    | FS | FS     | Tổng | Tổng   | Ng.      |
| Ngày                 | Giải đấu                  | P  | Điểm  | P  | Điểm   | P    | Điểm   | Ng.      |
| -------------------- | ------------------------- | -- | ----- | -- | ------ | ---- | ------ | -------- |
| 4–7 tháng 10, 2012   | 2012 Finlandia Trophy     | 2  | 75.57 | 1  | 172.56 | 1    | 248.13 | Chi tiết |
| 19–21 tháng 10, 2012 | 2012 Skate America        | 1  | 95.07 | 3  | 148.67 | 2    | 243.74 | Chi tiết |
| 23–25 tháng 11, 2012 | 2012 NHK Trophy           | 1  | 95.32 | 1  | 165.71 | 1    | 261.03 | Chi tiết |
| 6–9 tháng 12, 2012   | 2012–13 Grand Prix Final  | 3  | 87.17 | 2  | 177.12 | 2    | 264.29 | Chi tiết |
| 20–24 tháng 12, 2012 | 2012–13 Vô địch Nhật Bản  | 1  | 97.68 | 2  | 187.55 | 1    | 285.23 | Chi tiết |
| 8–11 tháng 2, 2013   | 2013 Vô địch Bốn châu lục | 1  | 87.65 | 3  | 158.73 | 2    | 246.38 | Chi tiết |
| 10–17 tháng 3, 2013  | 2013 Vô địch Thế giới     | 9  | 75.94 | 3  | 169.05 | 4    | 244.99 | Chi tiết |

| Ngày                 | Giải đấu                        | SP | SP     | FS | FS     | Tổng | Tổng   | Ng.      |
| Ngày                 | Giải đấu                        | P  | Điểm   | P  | Điểm   | P    | Điểm   | Ng.      |
| -------------------- | ------------------------------- | -- | ------ | -- | ------ | ---- | ------ | -------- |
| 4–6 tháng 10, 2013   | 2013 Finlandia Trophy           | 1  | 84.66  | 1  | 180.93 | 1    | 265.59 | Chi tiết |
| 25–27 tháng 10, 2013 | 2013 Skate Canada International | 3  | 80.40  | 2  | 154.40 | 2    | 234.80 | Chi tiết |
| 15–17 tháng 11, 2013 | 2013 Trophée Éric Bompard       | 2  | 95.37  | 2  | 168.22 | 2    | 263.59 | Chi tiết |
| 5–8 tháng 12, 2013   | 2013–14 Grand Prix Final        | 1  | 99.84  | 1  | 193.41 | 1    | 293.25 | Chi tiết |
| 20–23 tháng 12, 2013 | 2013–14 Vô địch Nhật Bản        | 1  | 103.10 | 1  | 194.70 | 1    | 297.80 | Chi tiết |
| 6–9 tháng 2, 2014    | 2014 Thế vận hội team           | 1  | 97.98  | –  | –      | 5    | –      | Chi tiết |
| 13–14 tháng 2, 2014  | 2014 Thế vận hội                | 1  | 101.45 | 1  | 178.64 | 1    | 280.09 | Chi tiết |
| 24–30 tháng 3, 2014  | 2014 Vô địch Thế giới           | 3  | 91.24  | 1  | 191.35 | 1    | 282.59 | Chi tiết |

| Ngày                 | Giải đấu                    | SP | SP    | FS | FS     | Tổng  | Tổng   | Ng.      |
| Ngày                 | Giải đấu                    | P  | Điểm  | P  | Điểm   | P     | Điểm   | Ng.      |
| -------------------- | --------------------------- | -- | ----- | -- | ------ | ----- | ------ | -------- |
| 7–9 tháng 11, 2014   | 2014 Cup of China           | 2  | 82.95 | 2  | 154.60 | 2     | 237.55 | Chi tiết |
| 28–30 tháng 11, 2014 | 2014 NHK Trophy             | 5  | 78.01 | 3  | 151.79 | 4     | 229.80 | Chi tiết |
| 11–14 tháng 12, 2014 | 2014–15 Grand Prix Final    | 1  | 94.08 | 1  | 194.08 | 1     | 288.16 | Chi tiết |
| 26–28 tháng 12, 2014 | 2014–15 Vô địch Nhật Bản    | 1  | 94.36 | 1  | 192.50 | 1     | 286.86 | Chi tiết |
| 23–29 tháng 3, 2015  | 2015 Vô địch Thế giới       | 1  | 95.20 | 3  | 175.88 | 2     | 271.08 | Chi tiết |
| 16–19 tháng 4, 2015  | 2015 World Team Trophy team | 1  | 96.27 | 1  | 192.31 | 3 (1) | 288.58 | Chi tiết |

| Ngày                 | Giải đấu                          | SP | SP     | FS | FS     | Tổng | Tổng   | Ng.                                                           |
| Ngày                 | Giải đấu                          | P  | Điểm   | P  | Điểm   | P    | Điểm   | Ng.                                                           |
| -------------------- | --------------------------------- | -- | ------ | -- | ------ | ---- | ------ | ------------------------------------------------------------- |
| 13–15 tháng 10, 2015 | 2015 Autumn Classic International | 1  | 93.14  | 1  | 184.05 | 1    | 277.19 | Chi tiết Lưu trữ ngày 16 tháng 5 năm 2021 tại Wayback Machine |
| 30/10 – 01/11, 2015  | 2015 Skate Canada International   | 6  | 73.25  | 2  | 186.29 | 2    | 259.54 | Chi tiết                                                      |
| 27–29 tháng 11, 2015 | 2015 NHK Trophy                   | 1  | 106.33 | 1  | 216.07 | 1    | 322.40 | Chi tiết                                                      |
| 10–13 tháng 12, 2015 | 2015–16 Grand Prix Final          | 1  | 110.95 | 1  | 219.48 | 1    | 330.43 | Chi tiết                                                      |
| 24–27 tháng 12, 2015 | 2015–16 Vô địch Nhật Bản          | 1  | 102.63 | 1  | 183.73 | 1    | 286.36 | Chi tiết                                                      |
| 28/03 – 03/04, 2016  | 2016 Vô địch Thế giới             | 1  | 110.56 | 2  | 184.61 | 2    | 295.17 | Chi tiết                                                      |

| Ngày                 | Giải đấu                             | SP | SP     | FS | FS     | Tổng  | Tổng   | Ng.                                                           |
| Ngày                 | Giải đấu                             | P  | Điểm   | P  | Điểm   | P     | Điểm   | Ng.                                                           |
| -------------------- | ------------------------------------ | -- | ------ | -- | ------ | ----- | ------ | ------------------------------------------------------------- |
| 29/09 – 01/10, 2016  | 2016 CS Autumn Classic International | 1  | 88.30  | 1  | 172.27 | 1     | 260.57 | Chi tiết Lưu trữ ngày 16 tháng 5 năm 2021 tại Wayback Machine |
| 28–30 tháng 10, 2016 | 2016 Skate Canada International      | 4  | 79.65  | 1  | 183.41 | 2     | 263.06 | Chi tiết                                                      |
| 25–27 tháng 11, 2016 | 2016 NHK Trophy                      | 1  | 103.89 | 1  | 197.58 | 1     | 301.47 | Chi tiết                                                      |
| 7–11 tháng 12, 2016  | 2016–17 Grand Prix Final             | 1  | 106.53 | 3  | 187.37 | 1     | 293.90 | Chi tiết                                                      |
| 14–19 tháng 2, 2017  | 2017 Vô địch Bốn châu lục            | 3  | 97.04  | 1  | 206.67 | 2     | 303.71 | Chi tiết                                                      |
| 29/03 – 02/04, 2017  | 2017 Vô địch Thế giới                | 5  | 98.39  | 1  | 223.20 | 1     | 321.59 | Chi tiết                                                      |
| 20–23 tháng 4, 2017  | 2017 World Team Trophy team          | 7  | 83.51  | 1  | 200.49 | 1 (3) | 284.00 | Chi tiết                                                      |

| Ngày                 | Giải đấu                             | SP | SP     | FS | FS     | Tổng | Tổng   | Ng.                                                           |
| Ngày                 | Giải đấu                             | P  | Điểm   | P  | Điểm   | P    | Điểm   | Ng.                                                           |
| -------------------- | ------------------------------------ | -- | ------ | -- | ------ | ---- | ------ | ------------------------------------------------------------- |
| 20–23 tháng 9, 2017  | 2017 CS Autumn Classic International | 1  | 112.72 | 5  | 155.52 | 2    | 268.24 | Chi tiết Lưu trữ ngày 14 tháng 5 năm 2021 tại Wayback Machine |
| 20–22 tháng 10, 2017 | 2017 Rostelecom Cup                  | 2  | 94.85  | 1  | 195.92 | 2    | 290.77 | Chi tiết                                                      |
| 16–17 tháng 2, 2018  | Thế vận hội Mùa đông 2018            | 1  | 111.68 | 2  | 206.17 | 1    | 317.85 | Chi tiết                                                      |

### Cấp độ thiếu niên

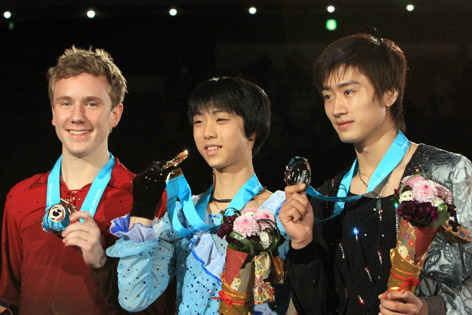
Hanyu (giữa) với Song Nan (trái) và Ross Miner (phải) trên bục huy chương tại Chung kết Grand Prix Thiếu niên 2009-10

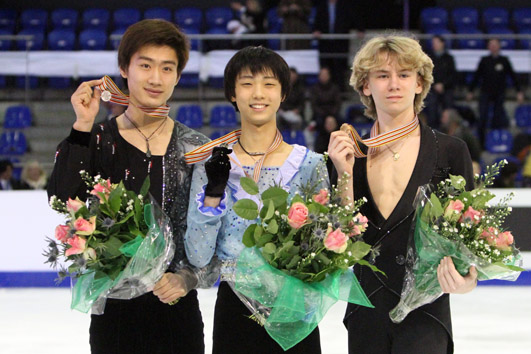
Hanyu (giữa) với Song Nan (trái) và Artur Gachinski (phải) trên bục huy chương tại giải Vô địch Thiếu niên Thế giới 2010

| Ngày                 | Giải đấu                            | Cấp độ       | SP | SP    | FS | FS     | Tổng | Tổng   | Ng.      |
| Ngày                 | Giải đấu                            | Cấp độ       | P  | Điểm  | P  | Điểm   | P    | Điểm   | Ng.      |
| -------------------- | ----------------------------------- | ------------ | -- | ----- | -- | ------ | ---- | ------ | -------- |
| 3–7 tháng 9, 2008    | 2008 JGP Italy                      | Thiếu niên   | 6  | 51.06 | 4  | 95.62  | 5    | 146.68 | Chi tiết |
| 23–24 tháng 11, 2008 | 2008–09 Vô địch Thiếu niên Nhật Bản | Thiếu niên   | 4  | 57.25 | 1  | 124.92 | 1    | 182.17 | Chi tiết |
| 25–27 tháng 12, 2008 | 2008–09 Vô địch Nhật Bản            | Trưởng thành | 8  | 64.50 | 5  | 117.15 | 8    | 181.65 | Chi tiết |
| 23/02 – 01/03, 2009  | 2009 Vô địch Thiếu niên Thế giới    | Thiếu niên   | 11 | 58.18 | 13 | 103.59 | 12   | 161.77 | Chi tiết |

| Ngày                 | Giải đấu                            | Cấp độ       | SP | SP    | FS | FS     | Tổng | Tổng   | Ng.      |
| Ngày                 | Giải đấu                            | Cấp độ       | P  | Điểm  | P  | Điểm   | P    | Điểm   | Ng.      |
| -------------------- | ----------------------------------- | ------------ | -- | ----- | -- | ------ | ---- | ------ | -------- |
| 9–13 tháng 9, 2009   | 2009 JGP Poland                     | Thiếu niên   | 1  | 66.77 | 1  | 131.88 | 1    | 198.65 | Chi tiết |
| 7–11 tháng 10, 2009  | 2009 JGP Croatia                    | Thiếu niên   | 1  | 70.78 | 1  | 130.37 | 1    | 201.15 | Chi tiết |
| 22–23 tháng 11, 2009 | 2009–10 Vô địch Thiếu niên Nhật Bản | Thiếu niên   | 1  | 76.00 | 2  | 118.15 | 1    | 194.15 | Chi tiết |
| 3–6 tháng 12, 2009   | 2009–10 Junior Grand Prix Final     | Thiếu niên   | 3  | 69.85 | 1  | 136.92 | 1    | 206.77 | Chi tiết |
| 24–27 tháng 12, 2009 | 2009–10 Vô địch Nhật Bản            | Trưởng thành | 13 | 57.99 | 5  | 137.23 | 6    | 195.22 | Chi tiết |
| 8–14 tháng 3, 2010   | 2010 Vô địch Thiếu niên Thế giới    | Thiếu niên   | 3  | 68.75 | 1  | 147.35 | 1    | 216.10 | Chi tiết |